# Toyota Yaris
Toyota Yaris je automobil patřící do třídy malých automobilů, který od roku 1999 vyrábí japonská automobilka Toyota. Vůz nahradil modely Starlet a Tercel.
Až do roku 2019 používala Toyota název Yaris na exportních trzích pro různé modelové řady a karosérie z domácího japonského trhu, přičemž na některých trzích se do roku 2005 místo názvu Yaris vozy prodávaly pod názvem Toyota Echo. Od roku 2020 se v Japonsku začal používat název Yaris, který nahradil název Vitz, zde do té doby používaný pro hatchbacky už od roku 1999.
Název Yaris byl použit i pro další vozidla. V letech 1999 až 2005 byl tento název v Evropě používán pro malé MPV Yaris Verso (v Japonsku jako „FunCargo“). Od roku 2020 se název používá také pro malý crossover Yaris Cross. V Severní Americe byla většina modelů Yaris v karoserii sedan prodávaných v letech 2015 až 2020 a hatchbacků Yaris prodávaných v letech 2019 až 2020 přeznačkovanými verzemi vozu Mazda2, které vyráběla a vyvíjela automobilka Mazda.
V roce 2020 Toyota představila model GR Yaris, což je třídveřová výkonná varianta modelu Yaris čtvrté generace vyvinutá závodní divizí Toyoty Gazoo Racing. Vůz je silniční variantou rallye automobilu jenž se účastní Mistrovství světa v rallye.
K březnu 2020 se po celém světě prodalo 8,71 milionu kusů modelu Yaris.

## První generace (1999)
Vozy první generace se prodávaly v letech 1999 až 2005 pod jmény „Yaris“ a „Echo“ v závislosti na trhu. V nabídce byly karosářské varianty tří- a pětidvěřový hatchback, sedan a pro Severní Ameriku i kupé. Karoserie hatchback byla vyvinuta prioritně pro evropský trh a byla navržena ve vývojovém centru ED2 Toyoty ve Francii. Karoserie hatchback vychází z modelu Toyota Vitz pro japonský trh, karoserie sedan a kupé z modelu Toyota Platz pro japonský trh. Vnější díly společné pro karoserie hatchback a sedan se omezily pouze na přední dveře, vše ostatní v exteriéru se mezi karoseriemi liší. Protože však Vitz a Platz byly navrženy na stejné platformě, mechanické prvky jsou z velké části shodné a oba vozy mají společnou přístrojovou desku v interiéru. Od konce roku 1999 se na některých exportních trzích prodávalo také malé MPV Yaris Verso (nebo Echo Verso), který vycházel z japonského modelu Toyota FunCargo. Yaris Verso využívá stejný podvozek a mechanické prvky jako Yaris, ale má prostornější interiér.

### Hatchback

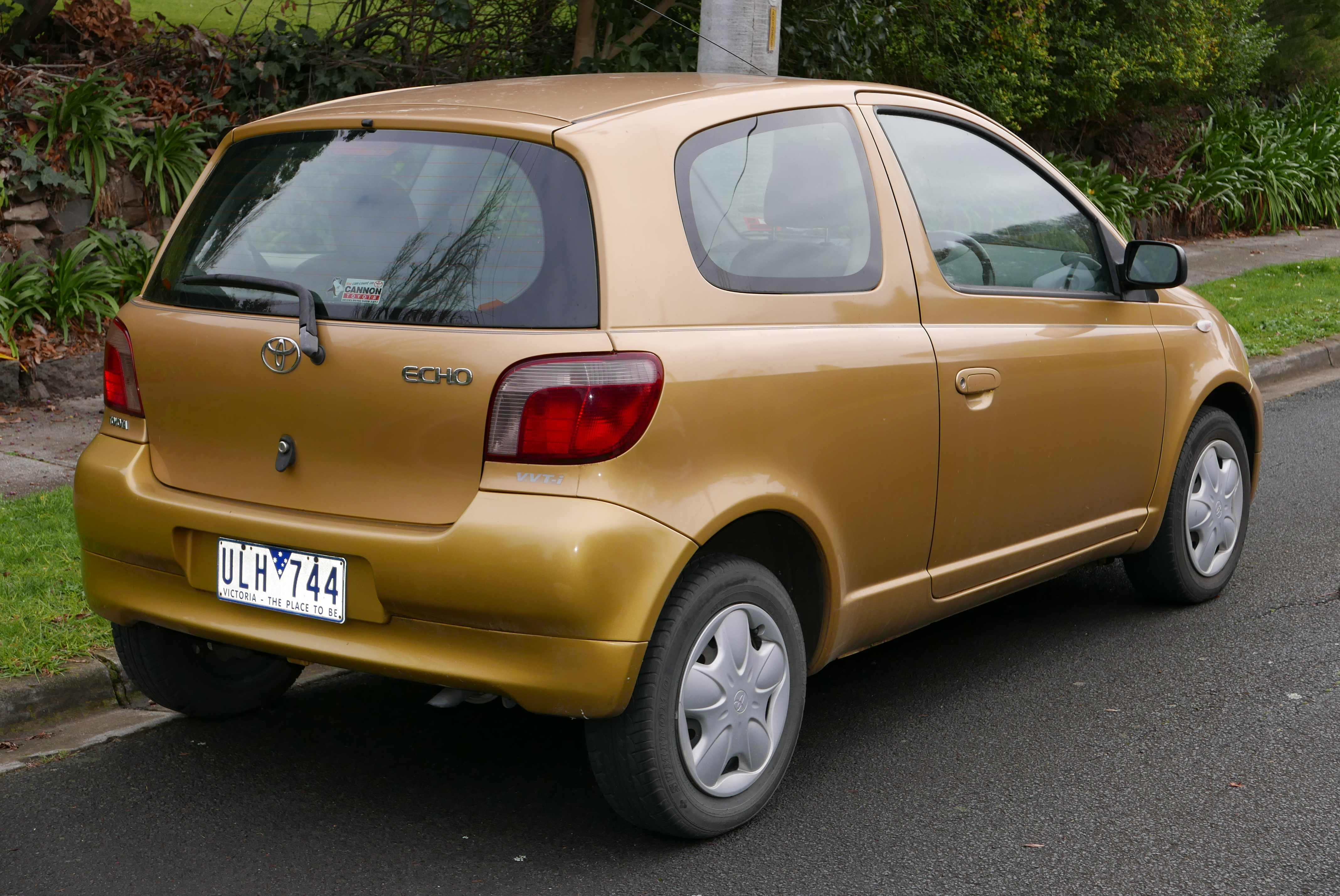
Toyota Yaris (před faceliftem)

První generaci hatchbacku modelu Yaris (s kódovým označením XP10) navrhl Sotiris Kovos v evropském studiu ED2 Toyota. Vůz byl představen na pařížském autosalonu v roce 1998. Výroba byla zahájena koncem roku 1998 s termínem zahájení prodeje v Japonsku v lednu 1999 pod názvem „Toyota Vitz“; evropský prodej byl zahájen o dva měsíce později v březnu jako „Toyota Yaris“. Při uvedení na trh v Austrálii v říjnu 1999 byl použit název „Toyota Echo“, stejně jako v Kanadě, kde byl vůz uveden na trh v roce 2003 jako auto modelového roku 2004. V roce 1999 získal Vitz ocenění Auto roku v Japonsku.
Namísto běžných analogových přístrojů se v Yarisu používaly digitální přístroje, které byly umístěny v modulu uprostřed přístrojové desky. Na kanadském trhu tomu tak nebylo a Toyota se zde rozhodla namontovat konvenční analogový rychloměr, který byl ovšem takéž umístěn uprostřed palubní desky.

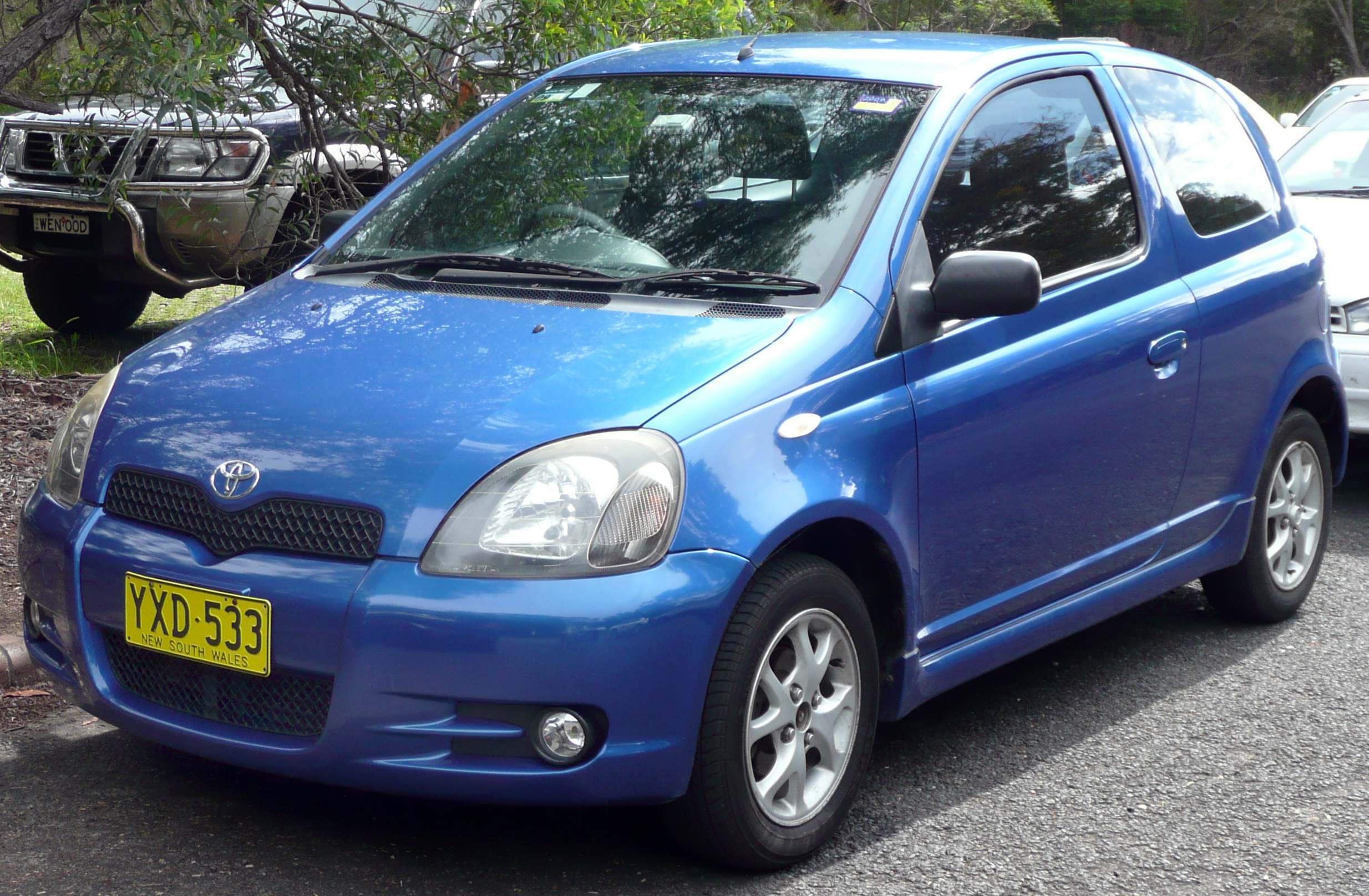
Toyota Yaris RS (před faceliftem)

V Japonsku byla v říjnu 2000 představena sportovní verze Vitz RS. Vitz RS se vyznačoval upravenými předními a zadními nárazníky, sportovní mřížkou chladiče, černě tónovanými světlomety, zabudovanými předními mlhovkami, sportovními bočními prahy a koly z lehkých slitin. V interiéru přibyla sportovní přední sedadla, kůží potažený volant, kůží a chromem potažená řadicí páka a kovové ozdoby. Pro RS byly k dispozici dva motory, 1,3litrový 2NZ-FE o výkonu 84 koní (63 kW) a 1,5litrový 1NZ-FE o výkonu 110 koní (82 kW). Do modelu RS se montovaly také výkonnější brzdy a vozy měl tužší odpružení.
V Evropě byl Yaris zpočátku k dispozici se zážehovými řadovými čtyřválci o objemech 1,0 a 1,3 litru, oba s technologií Toyota VVT-i. Použití sofistikovaných systémů řízení chodu motoru údajně umožňovalo dosáhnout u motoru 1,0 litru výkonu odpovídajícího 1,4 litru, a to při zachování nízké spotřeby paliva a nízkých emisí. V roce 2001 byla nabídka rozšířena o hot hatch T Sport (obdoba modelu Vitz RS v Japonsku) s motorem o objemu 1,5 litru. V březnu 2002 byl do nabídky zařazen také vznětový motor D4-D o objemu 1,4 litru a výkonu 75 koní (56 kW).
Na většině evropských trhů se Yaris prodával lépe než jeho předchůdce Starlet. Yaris byl v roce 2000 zvolen Evropským autem roku. Od 31. ledna 2001 se Yaris vyráběl ve francouzském závodě Toyota v Onnaingu, aby Toyota dokázala pokrýt poptávku a aby se do Evropy nemusely vyvážet japonské kusy. Yaris vyrobený ve Francii se vyvážel také do Izraele a Maroka. První generace hatchbacku Yaris se v Evropě prodalo více než 1,2 milionu kusů.

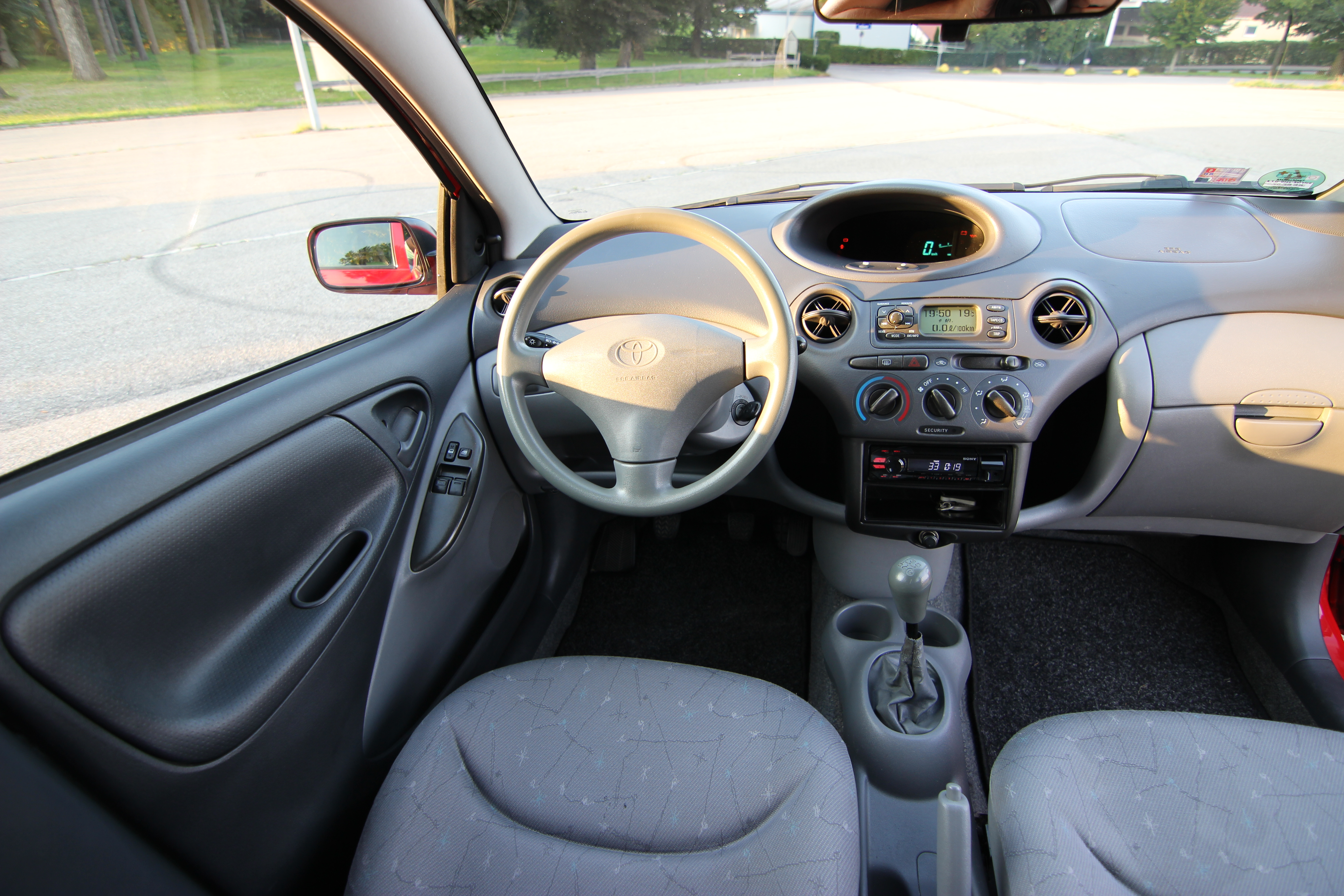
Interiér

Hatchback Yaris se v Severní Americe prodával až od roku 2003, kdy byl uveden na trh pouze v Kanadě pod názvem „Echo“ pro modelový rok 2004. Předtím byly v Kanadě k dispozici pouze karoserie sedan a kupé Echo na bázi japonského modelu Platz. Hatchback (třídveřový a pětidveřový) byl v Kanadě uveden pouze z důvodu lepších prodejních výsledků sedanu a kupé ve srovnání se Spojenými státy, kde byl vůz Echo poměrně neúspěšný. Na voze byly provedeny drobné změny, aby splňoval kanadské bezpečnostní požadavky, například dostal větší nárazníky. Hatchback Echo byl v Kanadě nabízen ve čtyřech různých výbavách, přičemž LE byla standardní verze dostupná ve tří- nebo pětidveřové variantě. CE byla ekonomická verze dostupná pouze ve třídveřovém provedení a nebyla vybavena posilovačem řízení či například zadním stěračem, zatímco sportovní verze RS byla dostupná pouze v pětidveřovém provedení a obsahovala aerodynamický paket, kola z hliníkové slitiny, kůží potažený volant a hlavici řadicí páky spolu se sportovními sedadly. Všechny hatchbacky Echo v Kanadě byly vybaveny motorem 1,5l 1NZ-FE o výkonu 108 koní (81 kW), včetně sportovního RS - vůz měl pouze kosmetické změny.
Evrospká verze Yarisu vybavená dvěma airbagy prošla v roce 2000 nárazovým testem Euro NCAP a získala v něm čtyři hvězdičky z pěti.

V roce 2003 byl na trh uveden faceliftovaný Yaris s novými nárazníky a pozměněnými předními a zadními světly. V Japonsku byl faceliftovaný Vitz RS k dispozici také ve verzi s turbodmychadlem, kterou upravila závodní divize Toyota Racing Development (TRD). Verze TRD RS byla vyrobena v omezeném počtu kusů a měla motor o objemu 1,5 litru, výkon 148 koní (110 kW) a zrychlení z 0 na 100 km/h za 7,9 sekundy.

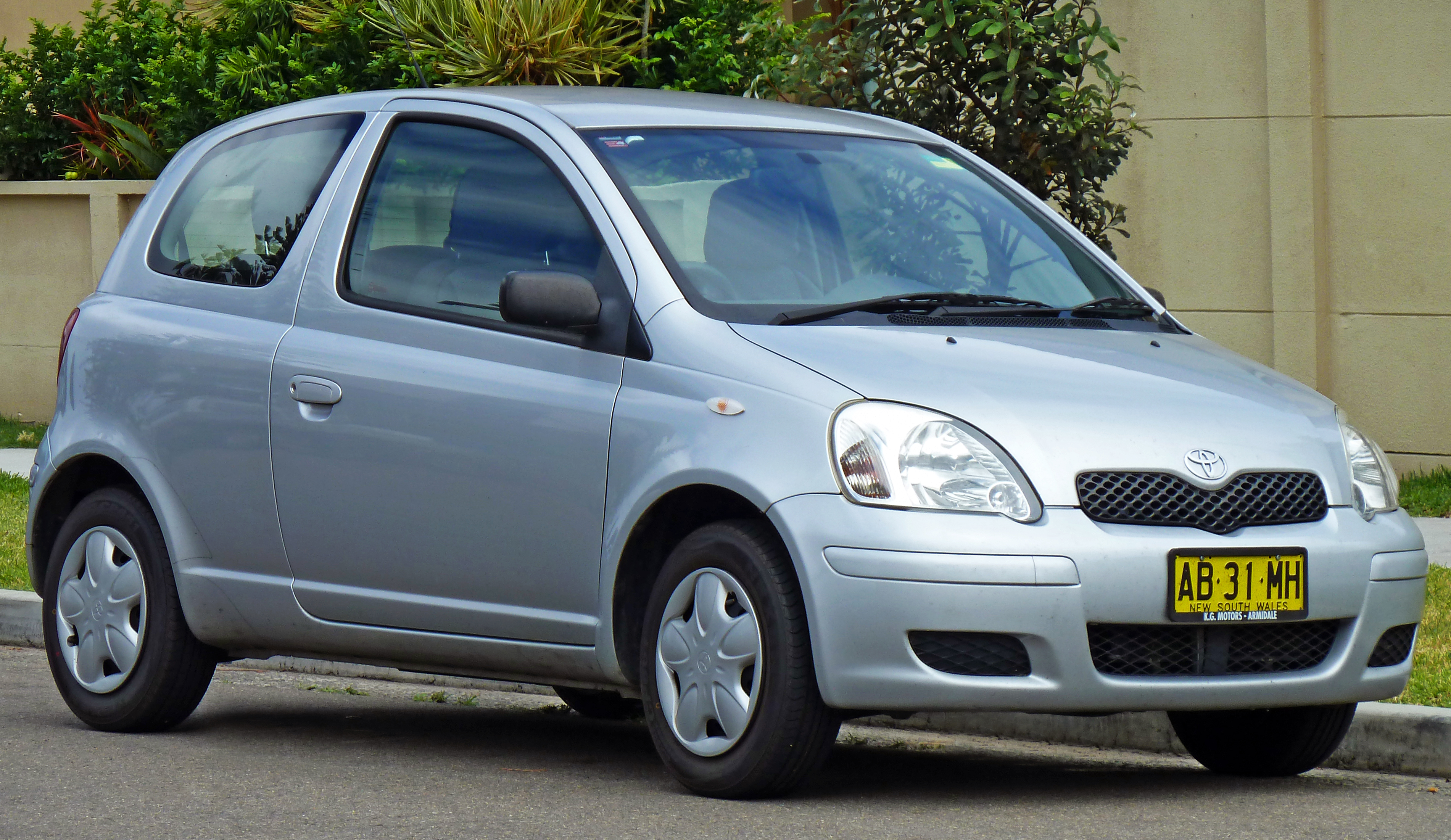
Toyota Yaris (facelift)
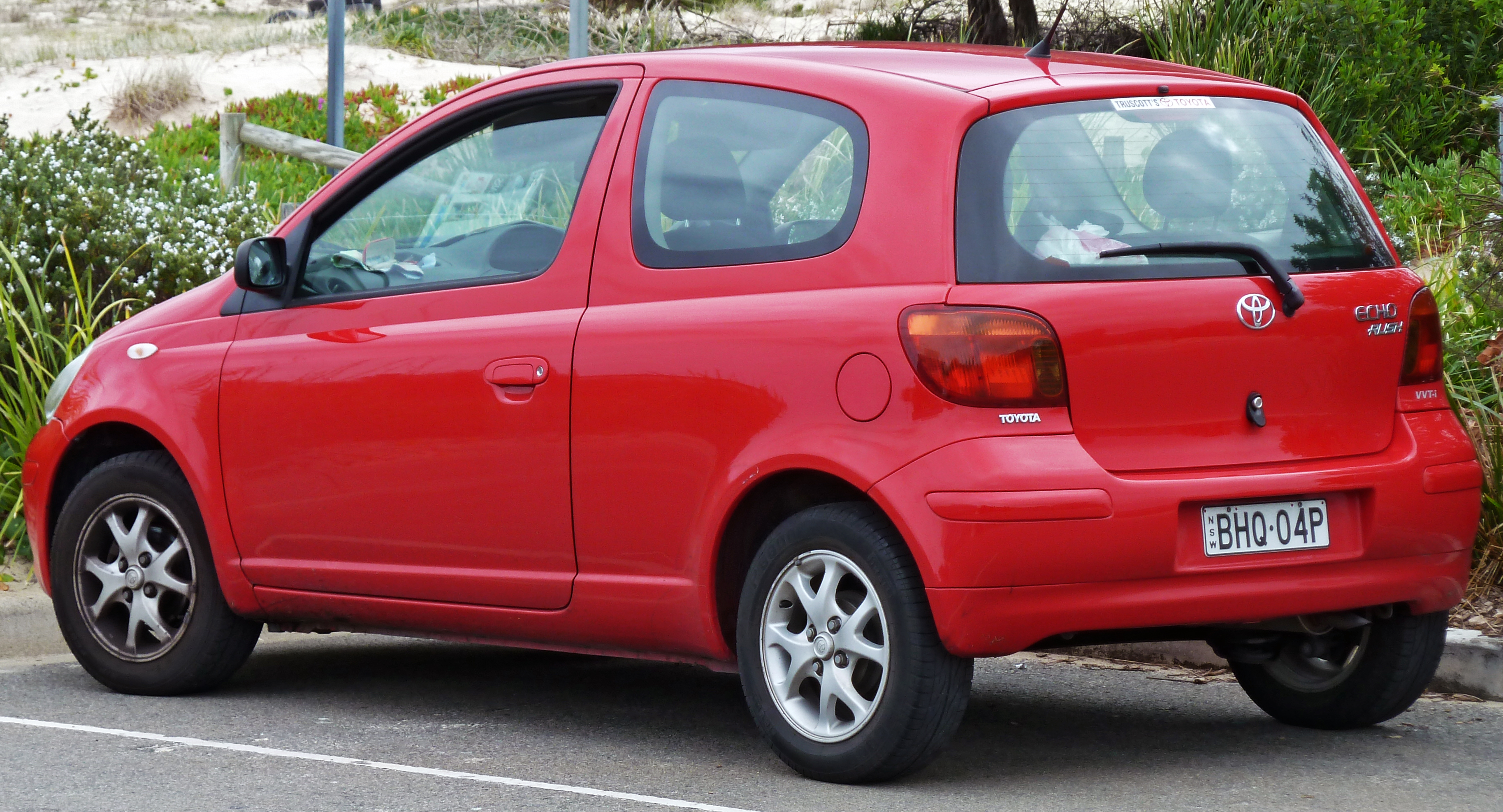
Toyota Yaris (facelift)
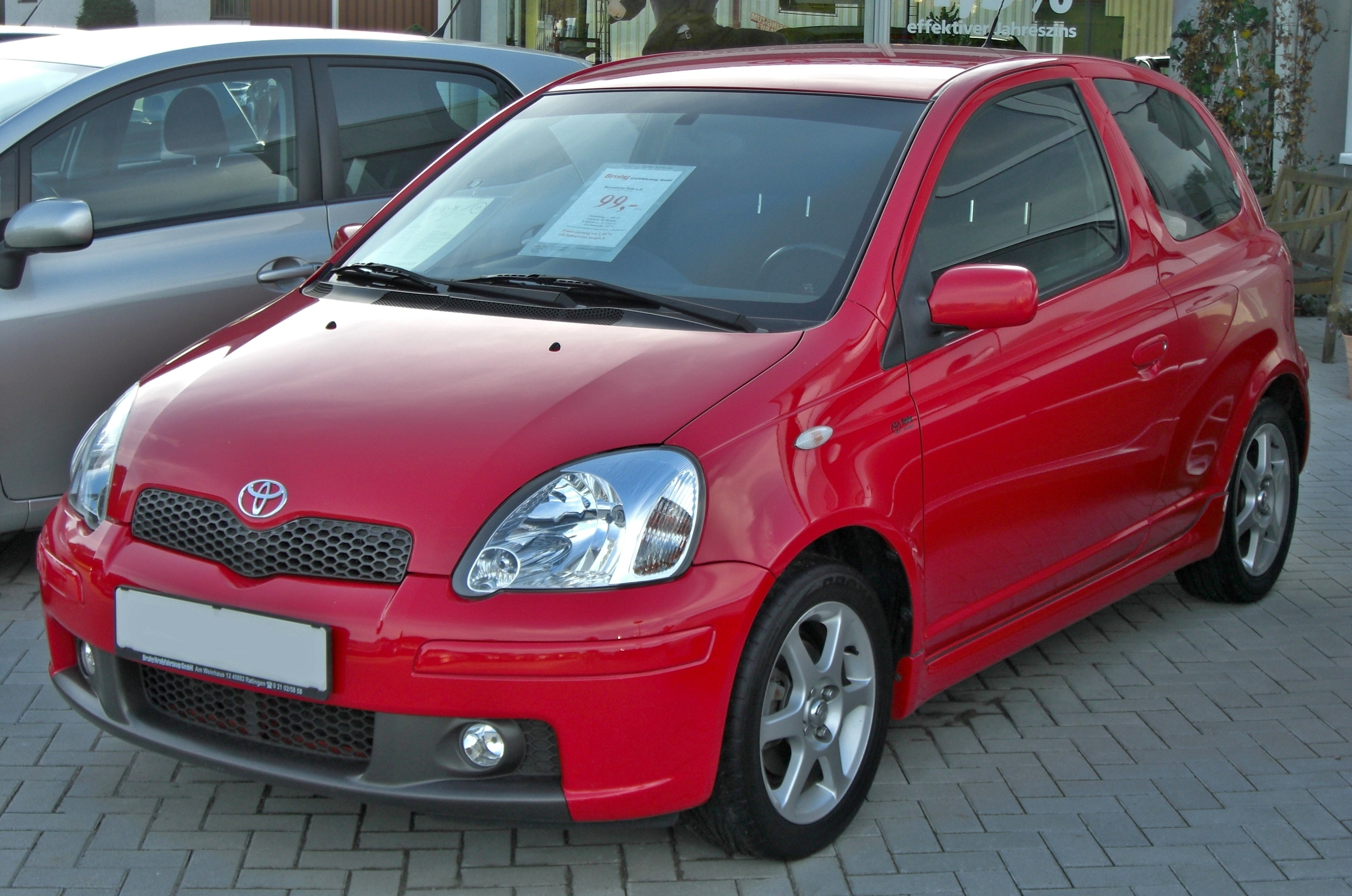
Toyota Yaris RS (facelift)
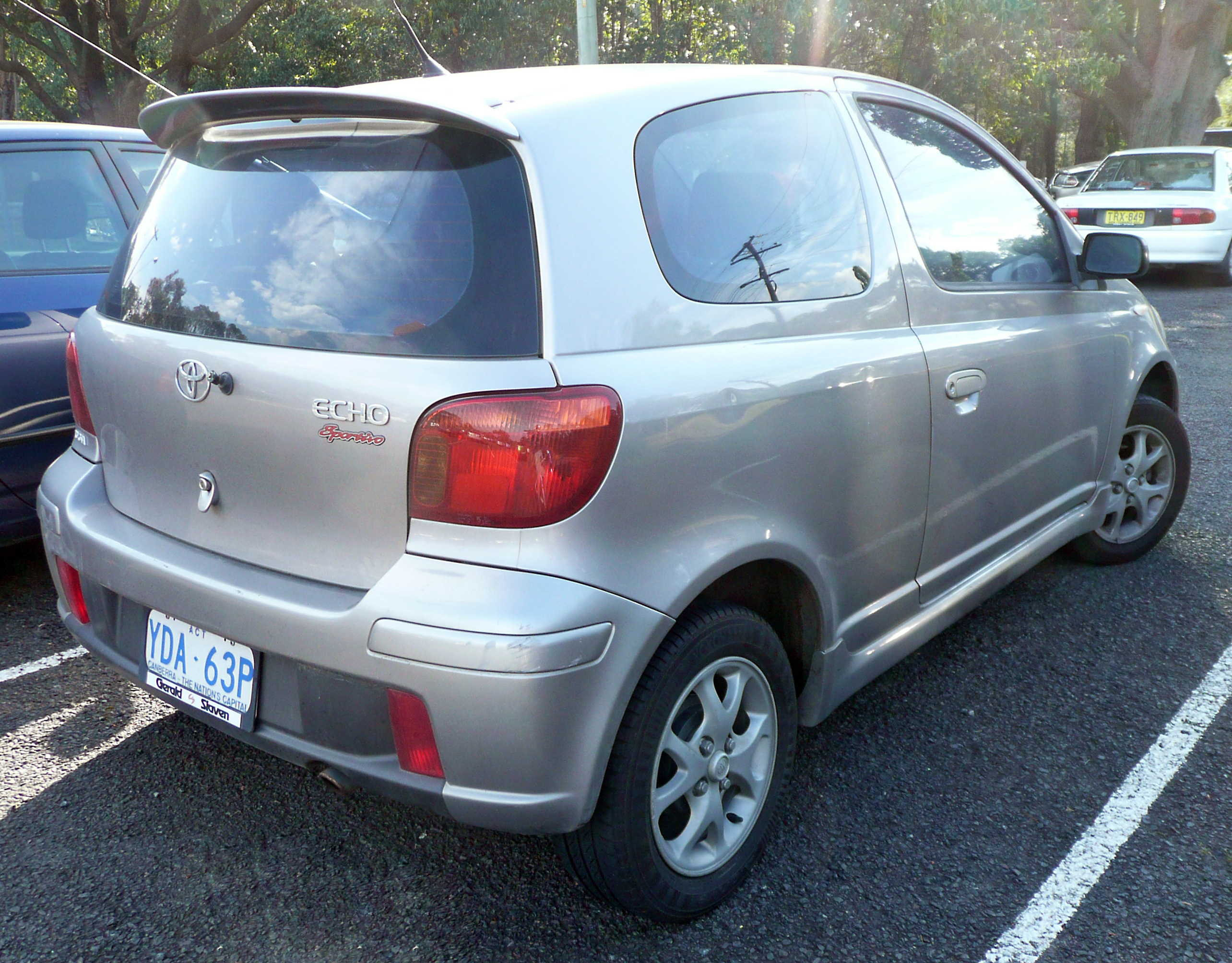
Toyota Yaris RS (facelift)

### Sedan a kupé

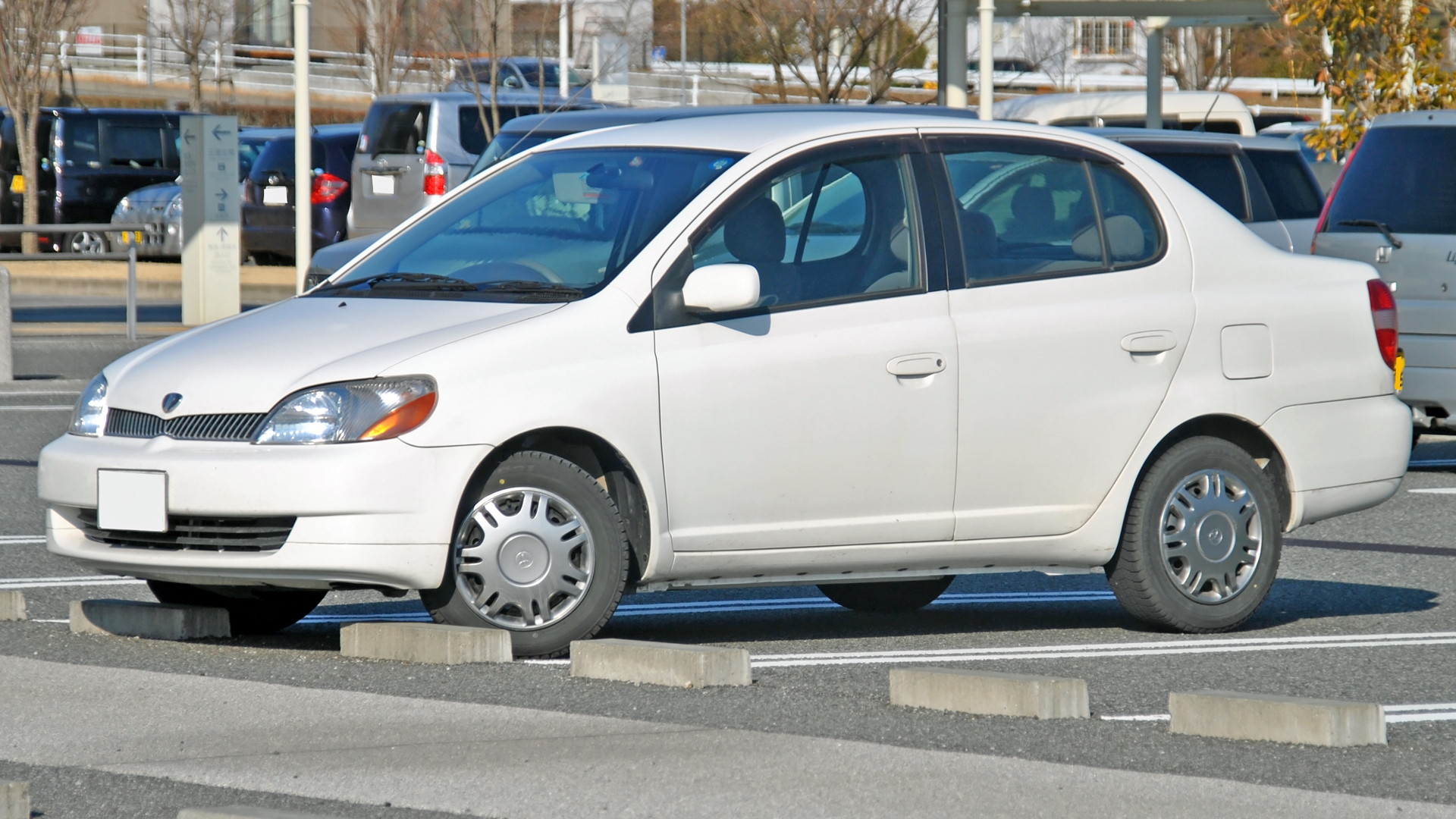
Toyota Yaris (sedan, japonská verze Platz, před faceliftem)

Sedan Yaris vycházel z japonského modelu Toyota Platz. Platz byl představen v roce 1999 jako sedan prodávaný na mezinárodních trzích pod jménem Yaris, v roce 2000 následovala karoserie kupé určená výhradně pro Severní Ameriku, kde se vůz prodával pod názvem Echo. Platz je úzce příbuzný s hatchbackem Vitz/Yaris, se kterým sdílí přední dveře, mechanické komponenty a interiér, včetně v Severní Americe kontroverzního umístění přístrojů uprostřed, místo klasické pozice nad volantem. Do vozu se montovaly pouze řadové čtyřválce.

Ve Spojených státech se modelu Echo prodalo v prvním roce téměř 50 000 kusů, v roce 2003 to však byla už jen přilbližně polovina. Echo bylo součástí projektu „Toyota Genesis“, neúspěšného pokusu přivést ke značce ve Spojených státech mladé zákazníky. Echo se lépe prodávalo v Kanadě, kde Toyota od modelového roku 2004 nabízela také tří- a pětidveřové hatchbacky, které nahradily kupé Echo, od kterého zde bylo po roce 2003 upuštěno. Kupé zůstalo v prodeji ve Spojených státech až do modelového roku 2005 spolu se sedanem, zatímco varianty hatchback se tam nikdy neprodávaly. Echo pro severoamerický trh bylo poměrně chudě vybaveno, což dále způsobilo jeho neúspěch ve Spojených státech. Většina modelů mělo manuální ovládání oken a zámku, měly ovšem klimatizaci či audiosystém se šesti reproduktory, schopný přehrávat kazety i CD. Celkem se ve Spojených státech prodalo 161 459 sedanů a kupé Echo.

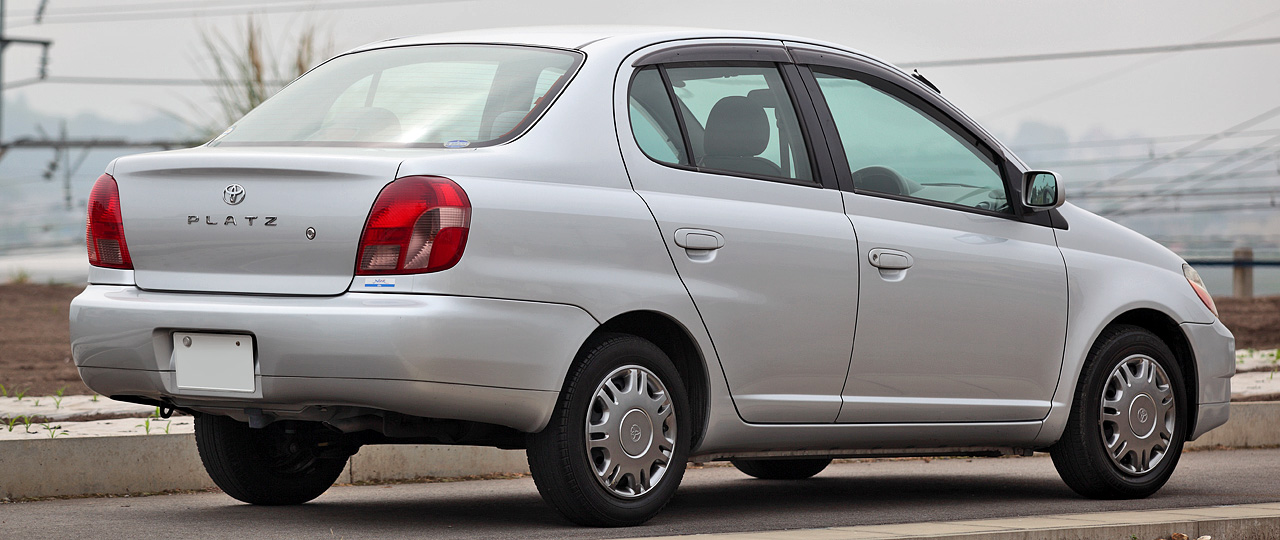
Toyota Yaris (sedan, japonská verze Platz, před faceliftem)
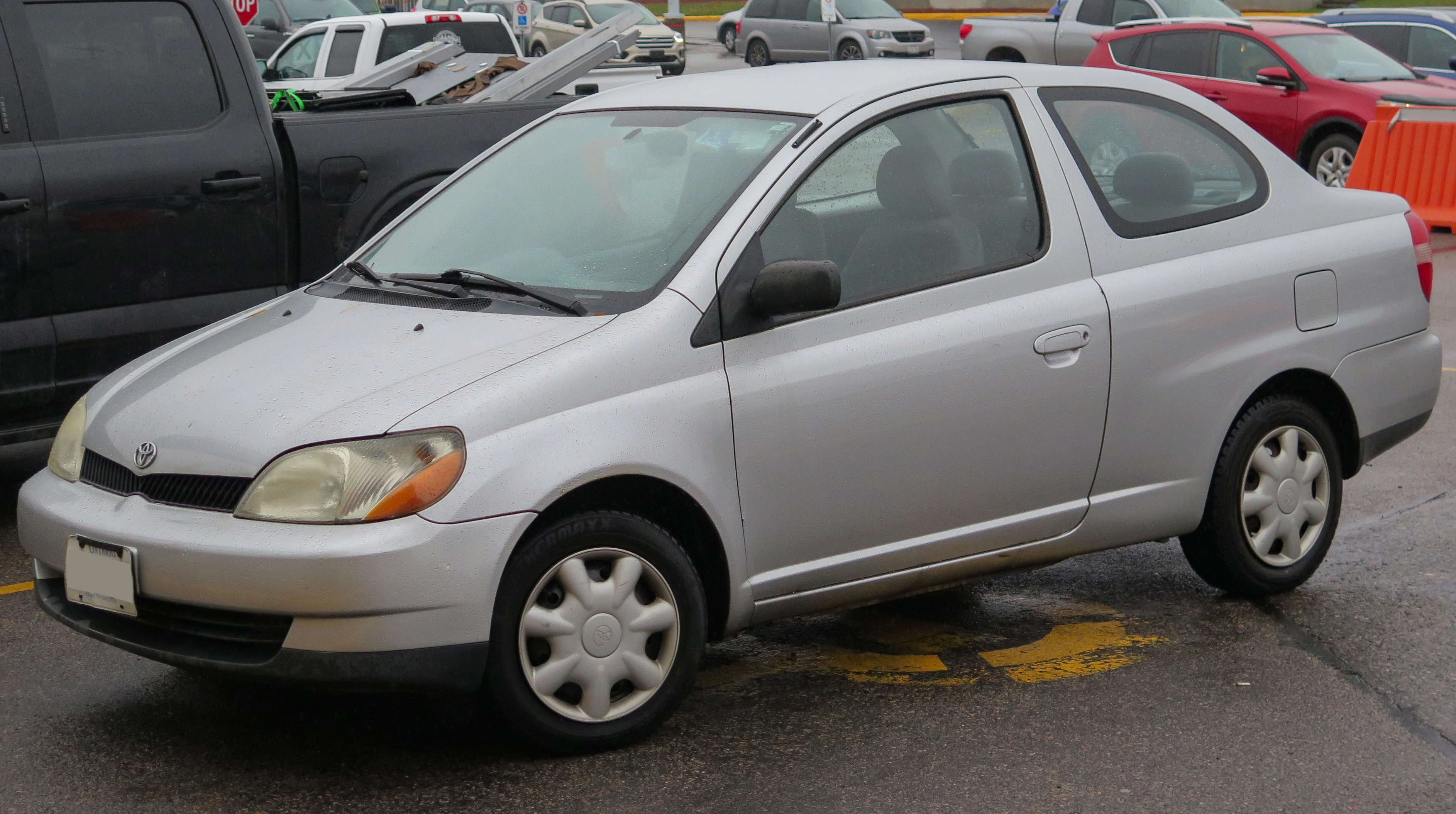
Toyota Yaris (kupé, americká verze Echo, před faceliftem)
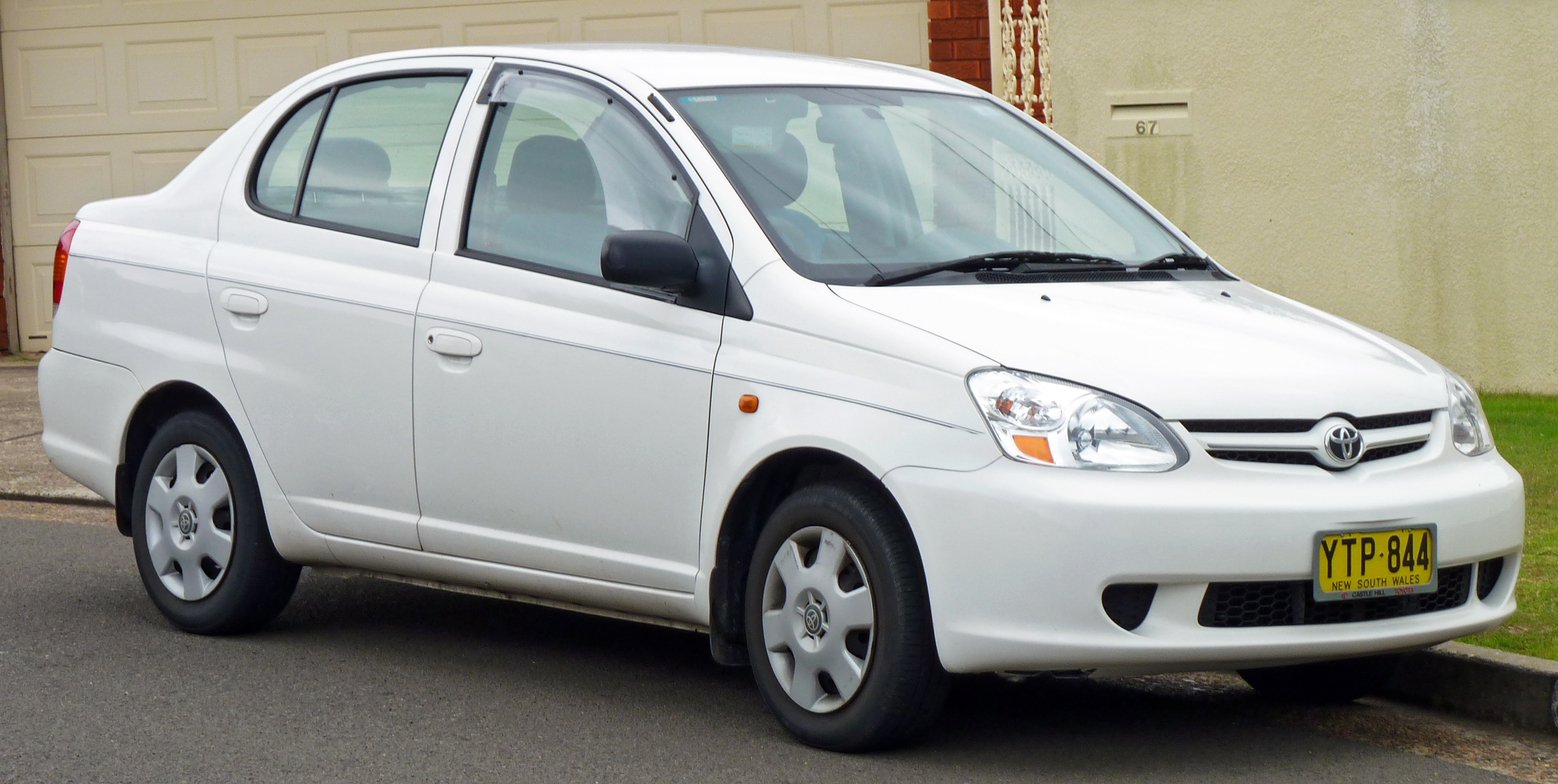
Toyota Yaris (sedan, americká verze Echo, facelift)
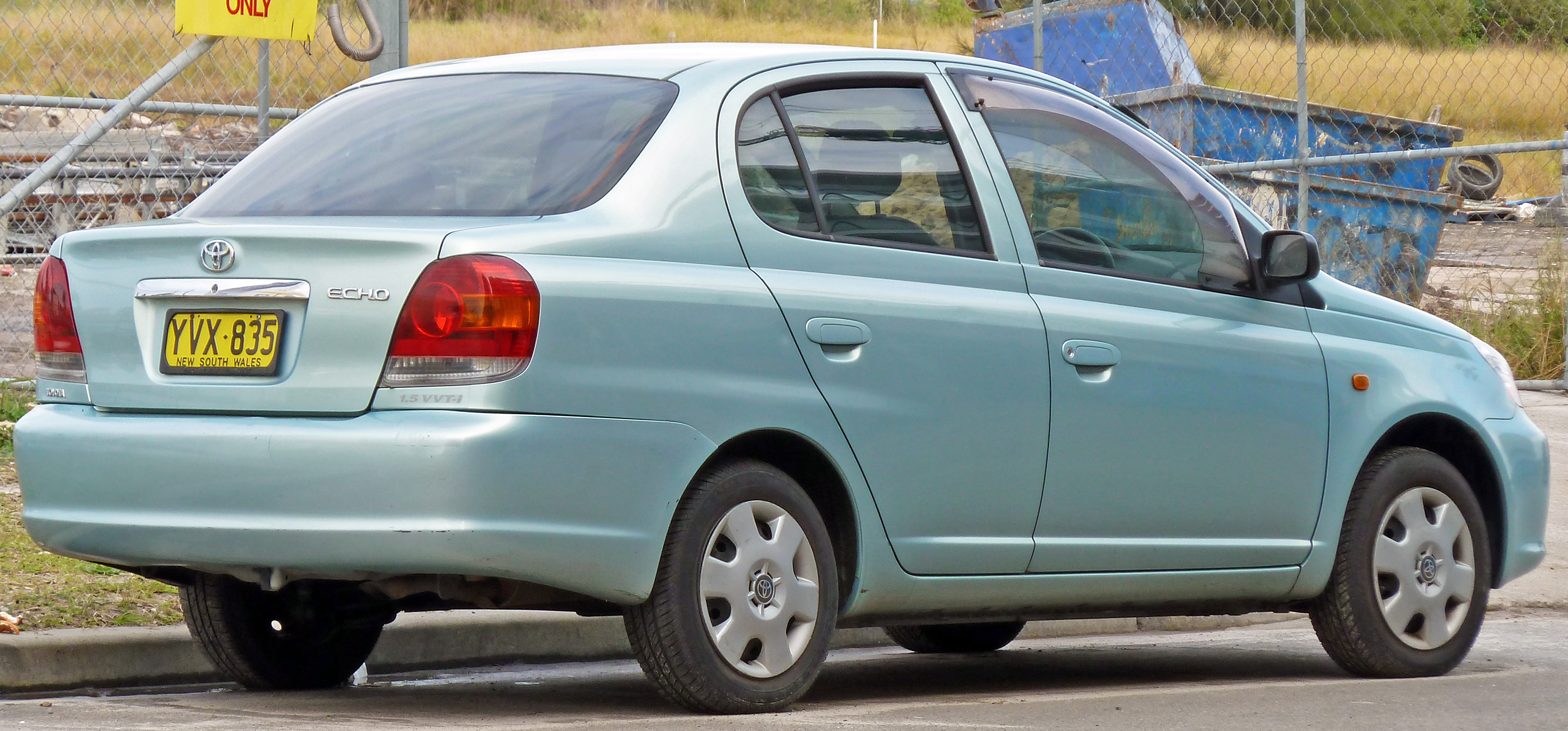
Toyota Yaris (sedan, americká verze Echo, facelift)
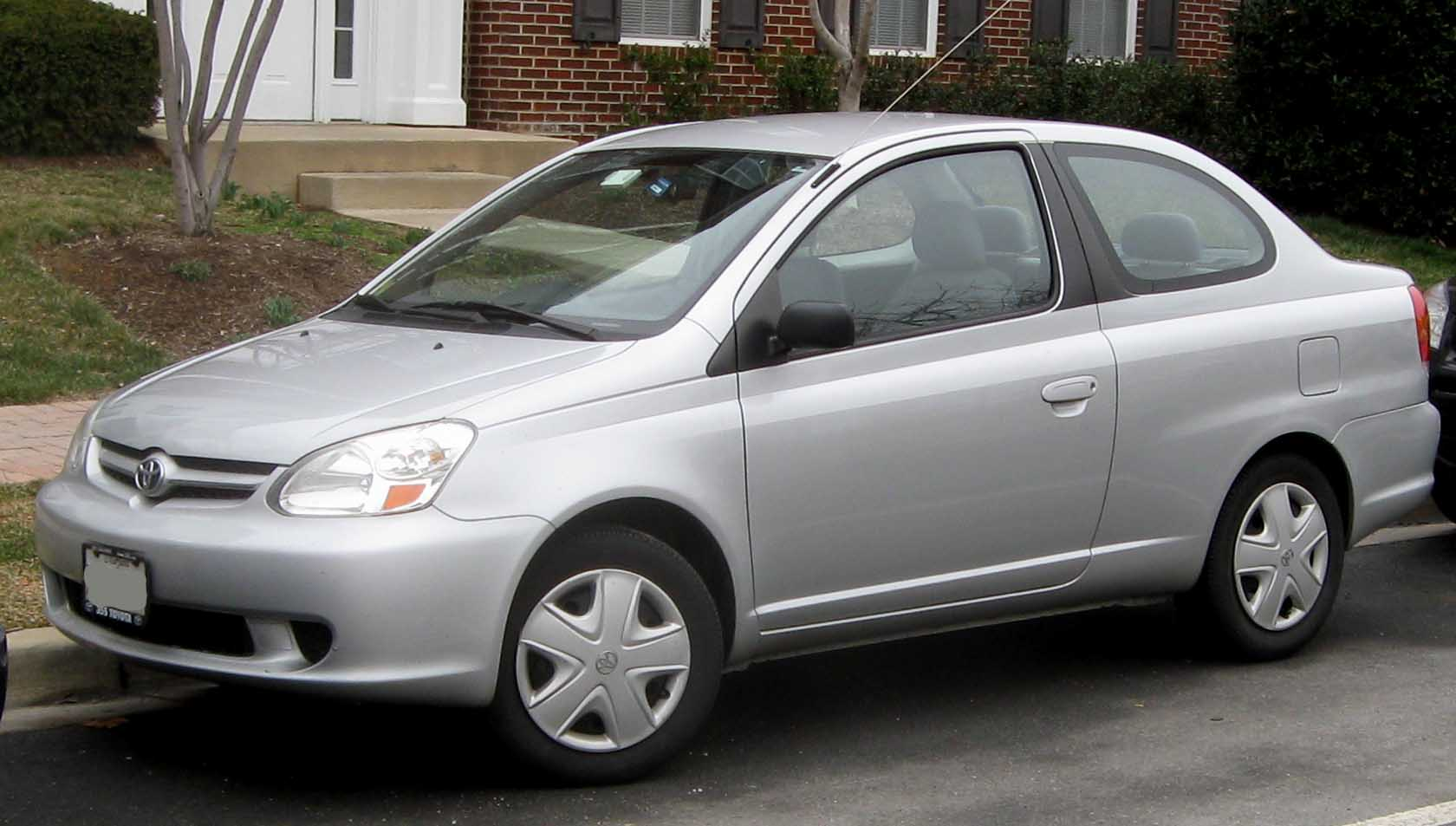
Toyota Yaris (kupé, americká verze Echo, facelift)

## Druhá generace (2005)
Vozy druhé generace s kódovým označením XP90 se prodávaly v letech 2005 až 2011 pod názvem Yaris po celém světě. V nabídce byly karosářské verze hatchback a sedan. Karoserie hatchback byla odvozena od modelu Toyota Vitz na japonském trhu, karoserie sedan odvozena od modelu Toyota Belta na japonském trhu. V Evropě se vůz prodával do roku 2011, ovšem na některých asijských trzích se karoserie hatchback přestala prodávat až koncem roku 2013.

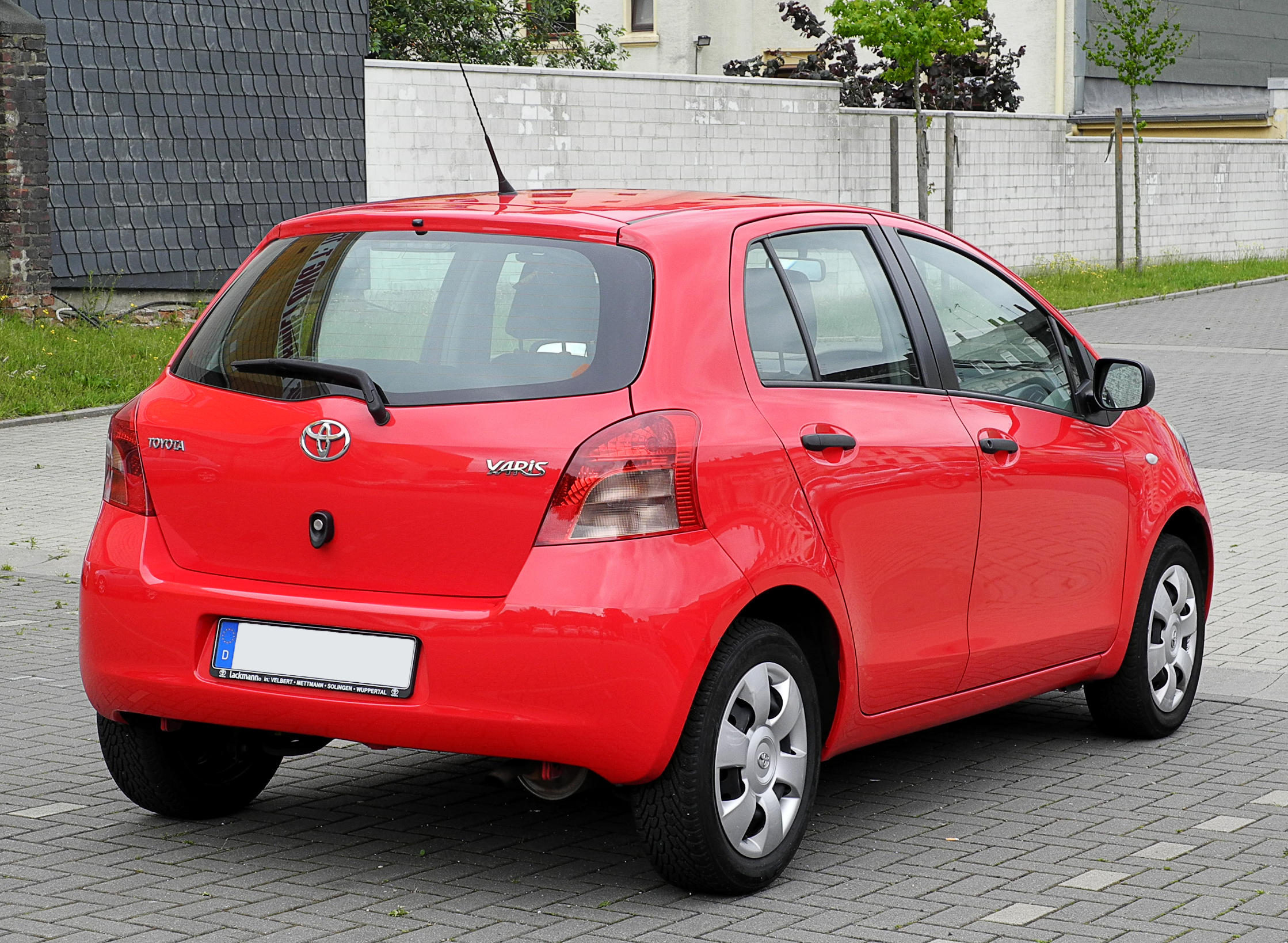
Toyota Yaris (hatchback, před faceliftem)

Japonské modely Vitz a Belta sdílejí společné základy včetně hnacího ústrojí a platformy. Zatímco však Vitz (evropský Yaris) byl navržen ve francouzském designérském studiu Toyoty, Belta byla navržena v Japonsku - oba vozy byly určeny pro rozdílné demografické skupiny. Zatímco modely Vitz a Platz předchozí generace se řídily a vypadaly velmi podobně, nový hatchback Vitz a sedan Belta byly příbuzné spíše nenápadně. Oba modely nesdílejí žádné části exteriéru, a přestože mají oba podobný design centrální přístrojové desky uprostřed (snaha Toyoty o standardizaci designu pro všechny trhy, ať už s levostranným nebo pravostranným řízením), existují mezi nimi určité kosmetické rozdíly.
Platforma modelu Yaris byla ve všech směrech větší, aby měl vůz větší vnitřní prostor srovnatelný s vozy ve vyšším segmentu. Vůz měl krátké převisy k využití co nejvíce prostoru.

### Hatchback
Na evropský, australský, kanadský, mexický, venezuelský a portorický trh byla druhá generace modelu Yaris uvedena koncem roku 2005. V Austrálii a Severní Americe se vůz poprvé prodával pod označením Yaris; Belta se zde prodávala také, a to se jménem Yaris sedan. Yaris pro americký trh byl představen na autosalonu v Los Angeles v lednu 2006. Yaris hatchback druhé generace se vyráběl v Japonsku, Francii, Thajsku, Číně a na Tchaj-wanu.
Předchozí čtyřválcový motor 1,0 VVT-i byl nahrazen tříválcovým motorem, který se nachází také v modelu Toyota Aygo. Motor o objemu 1,3 litru byl přepracován a nabízel o něco vyšší výkon a zároveň umožňoval dosahovat mimořádně nízké spotřeby paliva. Motoru 1,4 D-4D byl zvýšen výkon o 15 koní (11 kW) na 89 koní (66 kW). Pro evropský trh byl Yaris počátkem roku 2009 doplněn o motor 1,33l s technologií start-stop. Yaris se stal prvním vozem ve své třídě, který nabízel devět airbagů.

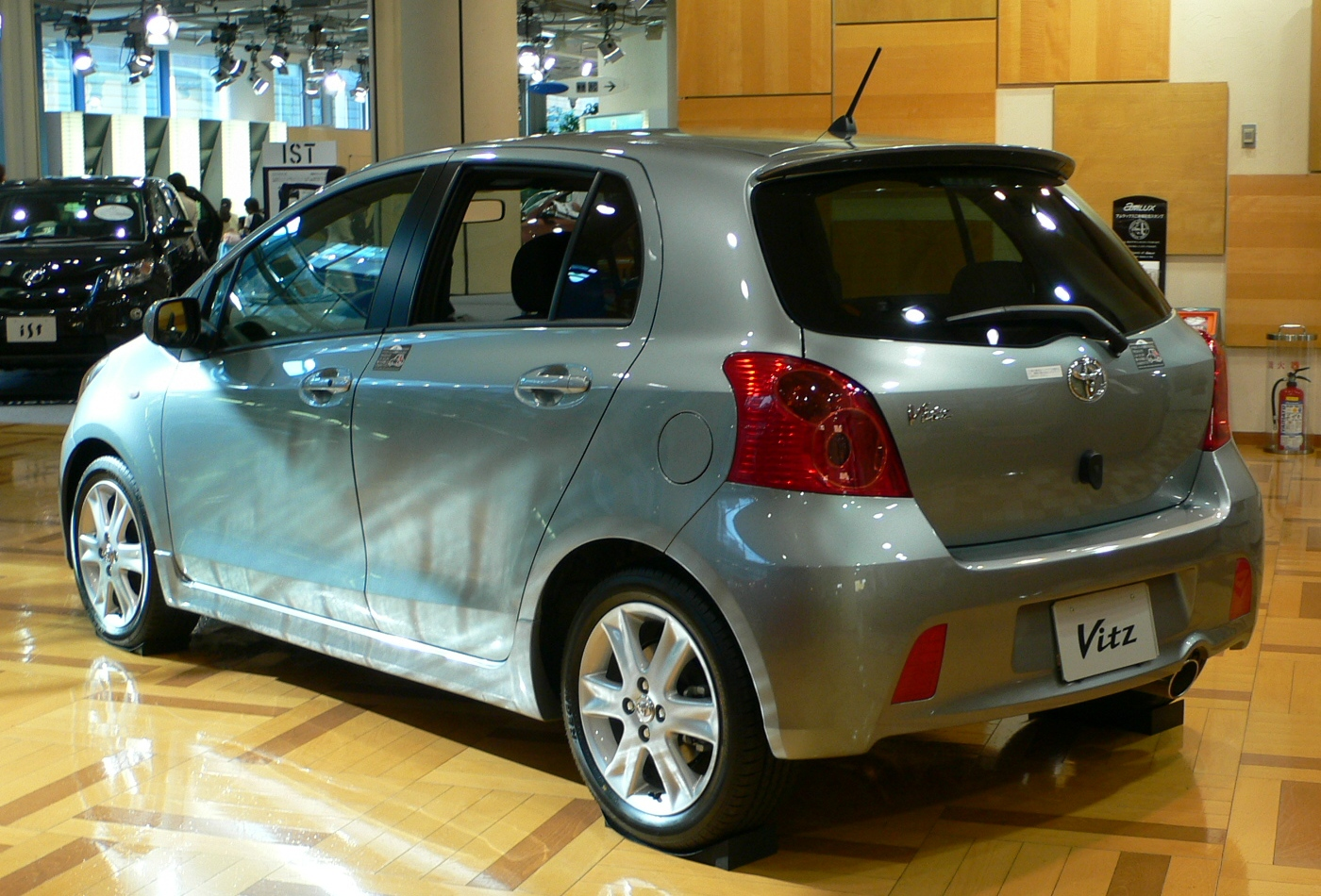
Toyota Vitz RS (Yaris TS)

V roce 2005 byl v Japonsku na trh uveden sportovní model Vitz RS. Je poháněn čtyřválcovým motorem 1,5l VVT-i o výkonu 107 koní. Vůz je vybaven 16palcovými koly z lehkých slitin, sportovní mřížkou chladiče s označením RS, přepracovaným předním a zadním nárazníkem, přepracovanými zadními světly, sportovními bočními prahy a zadním spoilerem. Má také sportovně laděné řízení a odpružení a kotoučové zadní brzdy. Vitz RS se na severoamerickém trhu prodával se základním 1,5litrovým motorem a na evropských trzích jako Yaris TS. Poprvé byl v Evropě představen na ženevském autosalonu v roce 2007. Vzhledově byl vůz téměř identický s Vitzem RS, avšak byl vybavený ještě výkonnějším motorem 2ZR-FE o objemu 1,8 litru a výkonu 130 koní (97 kW), který dokázal zrychlit na 100 km/h za 9,3 sekund a dosahoval maximální rychlosti 194 km/h.

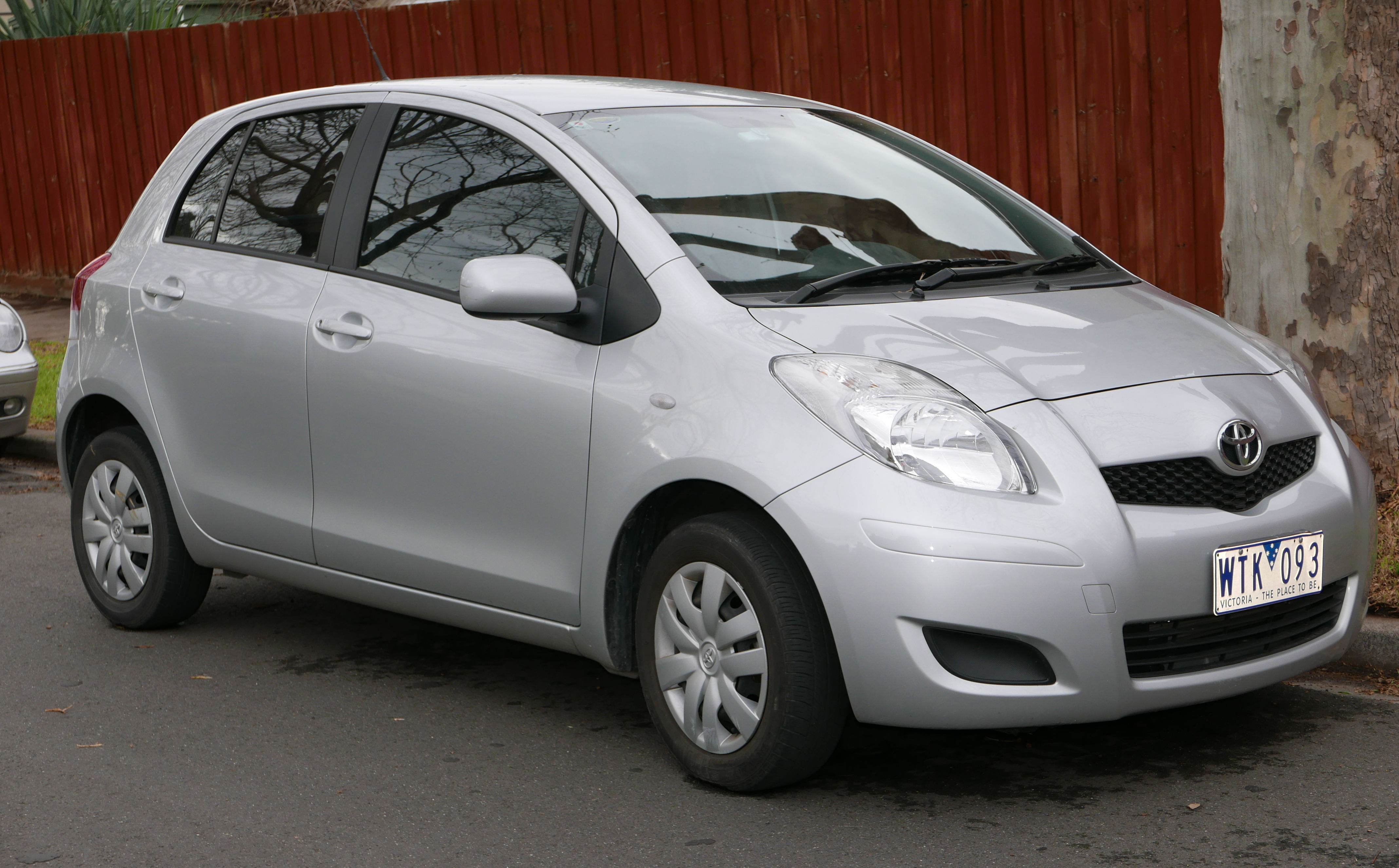
Toyota Yaris (hatchback, facelift)

Pětidveřový hatchback prošel v roce 2005 nárazovým testem Euro NCAP, ve kterém získal plný počet pěti hvězd z pěti.
V roce 2009 prošel Yaris drobným faceliftem, při kterém byl mírně upraven přední nárazník či zadní světla.
Po ukončení prodeje druhé generace modelu Yaris v Evropě v roce 2011 pokračovala automobilka Daihatsu v letech 2011 až 2013 v prodeji tohoto vozu v Evropě pod názvem Daihatsu Charade. Z Thajska dovážené vozy měly motor o objemu 1,3 litru a šestistupňovou manuální nebo volitelnou automatickou převodovkou. Charade se prodával společně s třetí generací modelu Yaris.

### Sedan

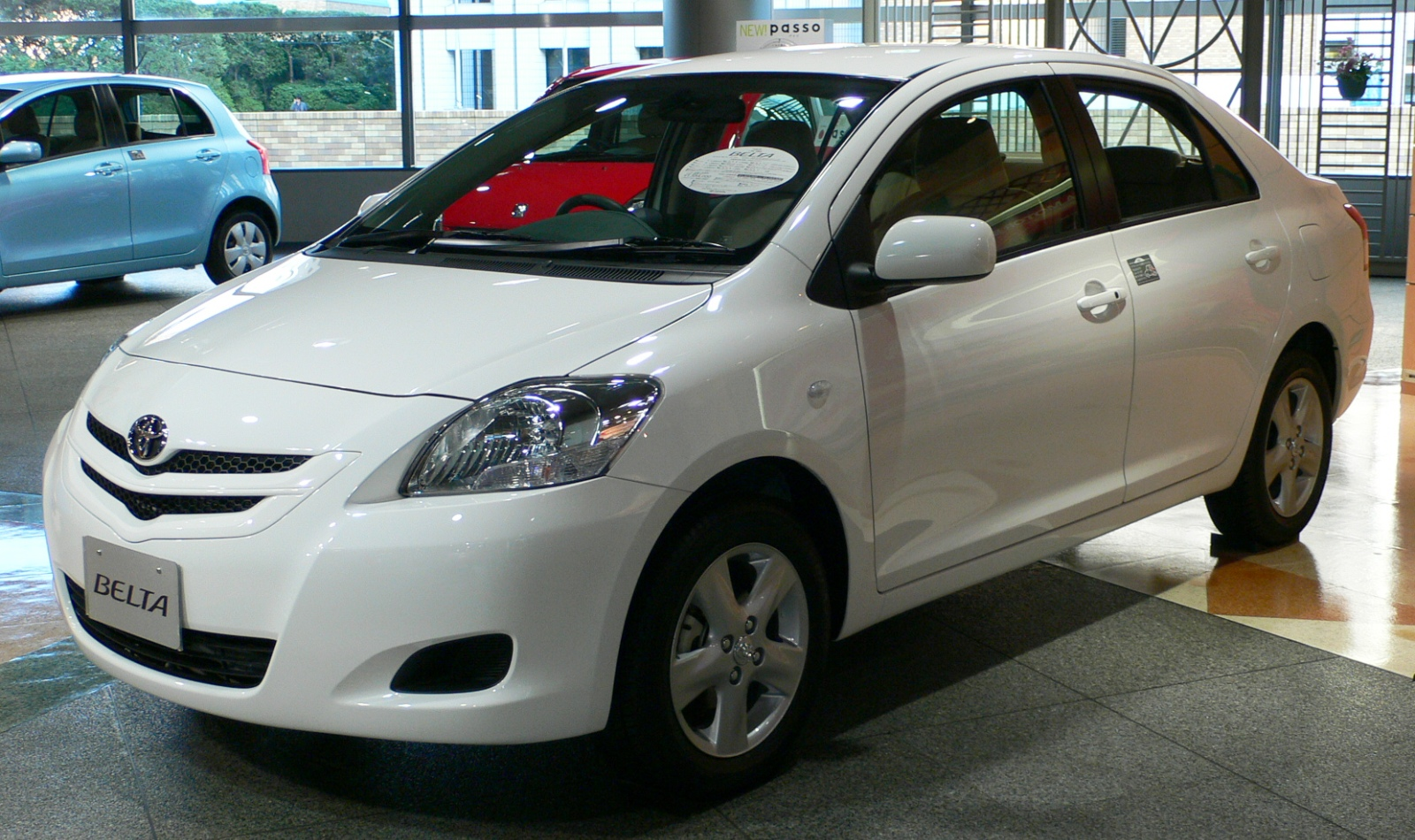
Toyota Yaris sedan (japonská Belta, před faceliftem)

Belta, nástupce sedanu Platz, se oproti předchozí generaci zvětšila tak, že její vnitřní prostor je srovnatelný s modelem Corolla. Belta se v Japonsku začala prodávat 28. listopadu 2005 ve výbavě s motory 1,0 až 1,3 litru. Exportní prodej byl zahájen v roce 2006, přičemž na většině trhů byl standardně montován motor 1,5l 1NZ-FE. Na vybraných trzích byl nabízen také menší motor 1,3l 2NZ-FE.

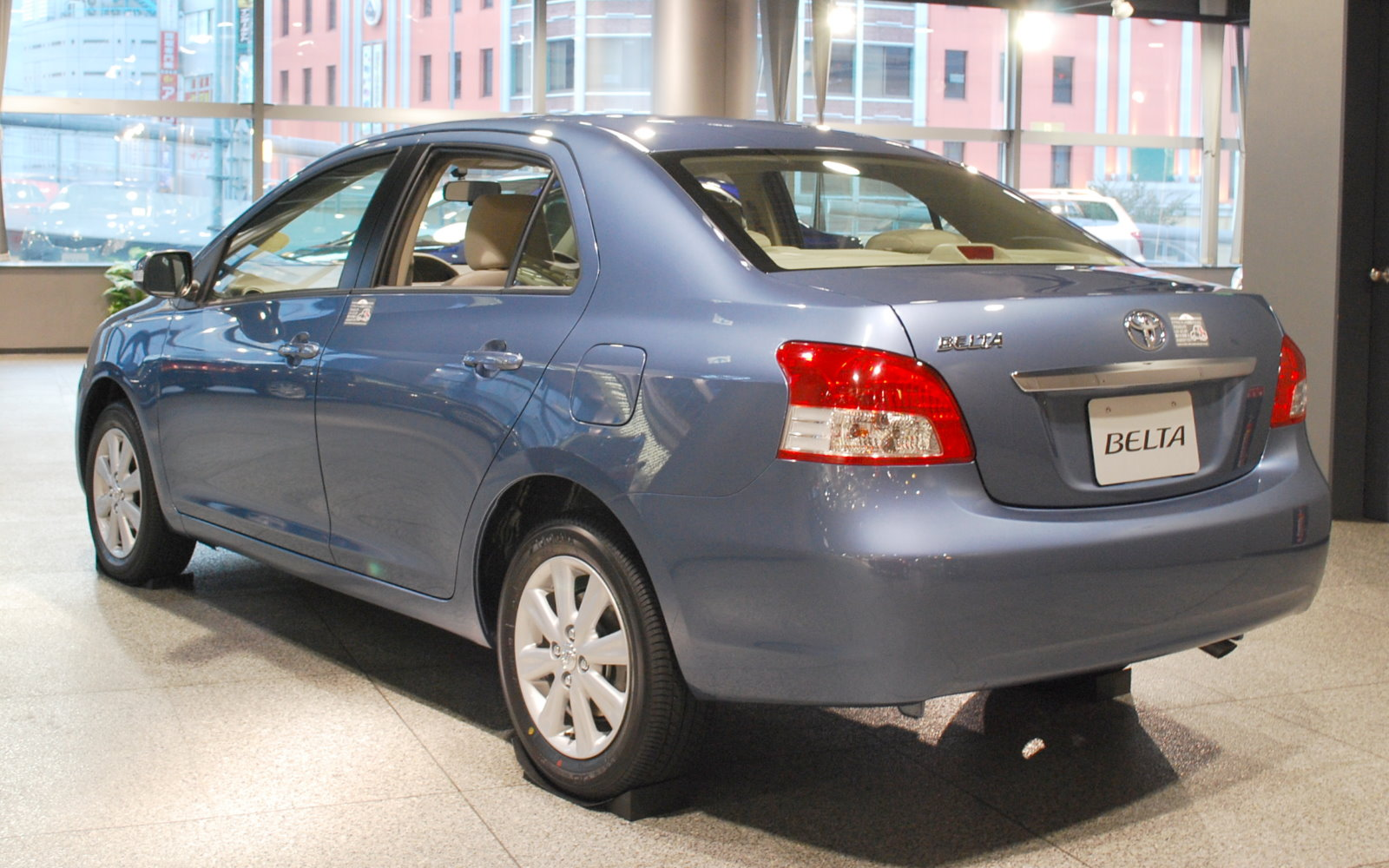
Toyota Yaris sedan (japonská Belta, facelift)

Belta se prodávala jako druhá generace modelu Vios v Číně, na Tchaj-wanu a ve vybraných zemích jihovýchodní Asie. V Severní Americe, na Středním východě, v Jižní Africe a Austrálii se prodával jako sedan Yaris, nástupce modelu Echo.
Druhá generace modelu Vios, jak byl zde vůz označován, byla velmi úspěšná v jihovýchodní Asii, kde se v roce 2009 stala nejprodávanějším vozem na tomto trhu.
V červnu 2012 byl prodej modelu Belta na japonském trhu ukončen a nahrazen modelem Corolla řady E160. V USA a Kanadě byl prodej Yarisu sedan ukončen ve stejném roce. Belta se však v Japonsku stále vyráběla pro export do Mexika a Austrálie, a to až do roku 2016, kdy byl prodej v obou zemích ukončen.

## Třetí generace (2010)
Třetí generace modelu Yaris byla představena 22. prosince 2010 v japonské Jokohamě pod názvem Vitz a vyznačovala se sportovnějším vzhledem a prostornějším interiérem. Nová generace měla palubní přístroje již konvenčně u řidiče nad volantem, oproti předchozím generacím, které je měly uprostřed palubní desky.

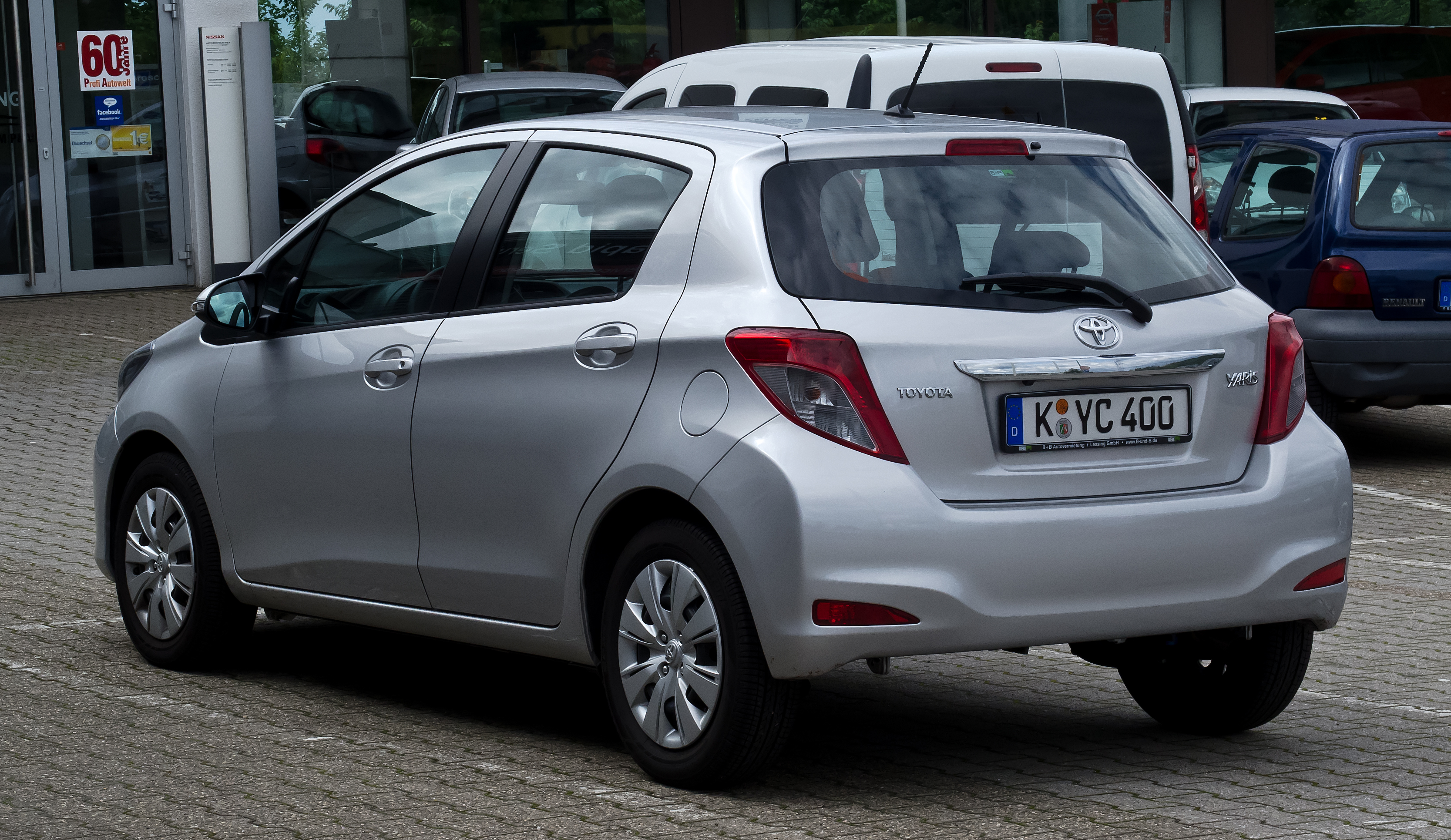
Toyota Yaris (před faceliftem)

Tato generace představila nový čtyřválcový motor o objemu 1,3 litru, který je podle Toyoty stejně úsporný jako motor o objemu 1,0 litru. Mezi novinky patřil jediný stěrač čelního skla a systém start-stop v základu. Yaris byl vybaven balíčkem "Toyota Safety Sense C" zahrnujícím funkce upozornění na opuštění jízdního pruhu, automatická dálková světla a bezpečnostní systém zabraňující kolizím, jehož alarm začne fungovat při rychlosti vozidla od 15 km/h do 140 km/h, zatímco automatické brzdy se aktivují při rychlosti vozidla od 10 km/h do 80 km/h. Yaris byl, jako jeden z mála vozů v segmentu malých vozů, vybaven až devíti airbagy: airbagy řidiče a spolujezdce, bočními airbagy na předních sedadlech, kolenním airbagem řidiče, bočními airbagy v první a druhé řadě a dvěma airbagy na předních sedadlech.
V Japonsku se Vitz nabízel ve výbavových stupních F, U, Jewela a RS. K dispozici byly motory o objemu od 1,0 do 1,5 litru. Model RS s objemem 1,5 litru má automatickou převodovku s variátorem, sportovní přední masku a pozměněná zadní světla. Stejně jako předchozí generace jsou v Japonsku k dispozici verze s pohonem předních kol, ale i s pohonem všech čtyř kol. V září 2011 byla na trh uvedena nová, ještě sportovnější výbava RS G vycházející z běžné verze RS. Tento model měl nový aerodynamický bodykit, vyladěné odpružení, lehká 17palcová hliníková kola a sportovní pneumatiky. 

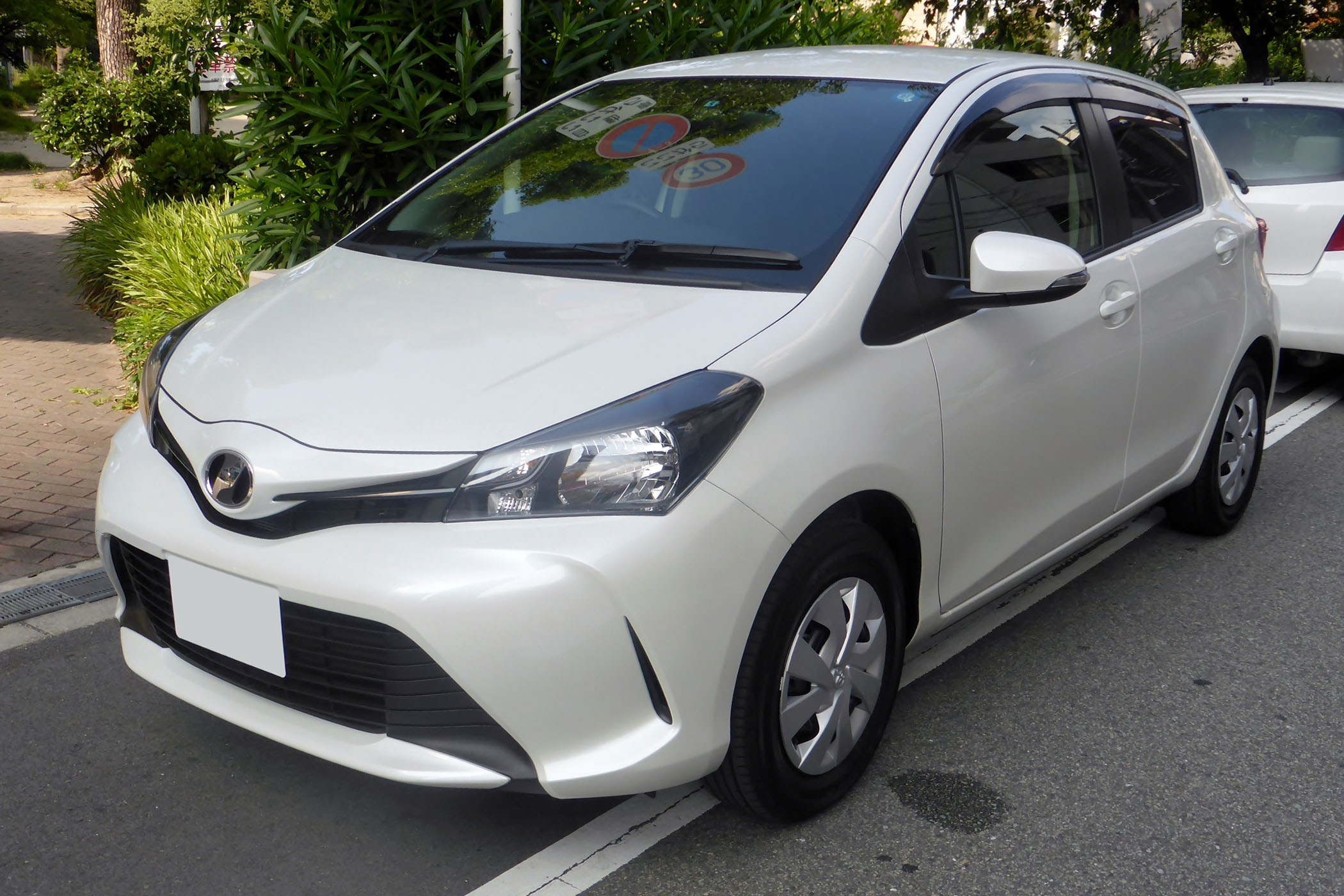
Toyota Vitz (první japonský facelift)

V dubnu 2014 se Vitz/Yaris dočkal faceliftu, který se lišil na japonském a exportním trhu. Výbavy F, U a Jewela dostaly modernizovanou přední masku, specifickou pouze pro Japonsko, zatímco model RS sdílí přední masku s faceliftovaným modelem Yaris na exportních trzích, ale má jiné přední a zadní světlomety. V lednu 2017 byl prodej modelu RS ukončen a s druhým faceliftem byl nahrazen výbavou U s paketem „Sporty“. V září 2017 byly představeny varianty GR a GR Sport, upravené závodní divizí Toyoty Gazoo Racing, které nahradily oba výbavové stupně RS a RS G.
Třetí generace modelu Yaris se pro evropský trh začala vyrábět ve francouzském závodě Toyoty v červnu 2011 a na trh byla uvedena v září téhož roku. Výroba modelu Yaris Hybrid byla zahájena v dubnu 2012. Od května 2013 do roku 2019 začala se ve Francii vyráběly také vozy Yaris pro export na severoamerický trh.
Pětidveřová verze Yarisu prošla v roce 2011 nárazovým testem Euro NCAP, ve kterém získala plný počet pěti hvězd z pěti.

### První facelift (2014)
V roce 2014 byla pro Severní Ameriku, Evropu a Austrálii představena faceliftovaná verze, která se lišila od japonského faceliftu. Vozy pro Severní Ameriku a Austrálii nově obsahovaly motor o objemu 1,5 litru a výkonu 77 kW (103 koní) s pětistupňovou manuální nebo čtyřstupňovou automatickou převodovkou. V Evropě byl nejvýkonnějším motorem motor o obsahu 1,33 litru ve spojení s šestistupňovou manuální nebo automatickou převodovkou s variátorem. Na rozdíl od všech předchozích generací a faceliftů, které byly dosud navrženy v Japonsku, byl tento facelift navržen kompletně v Evropě. Toyota tvrdila, že se mimo jiné zlepšil jízdní komfort, snížila se hlučnost při vysokých rychlostech a interiér byl vyroben z kvalitnějších materiálů.

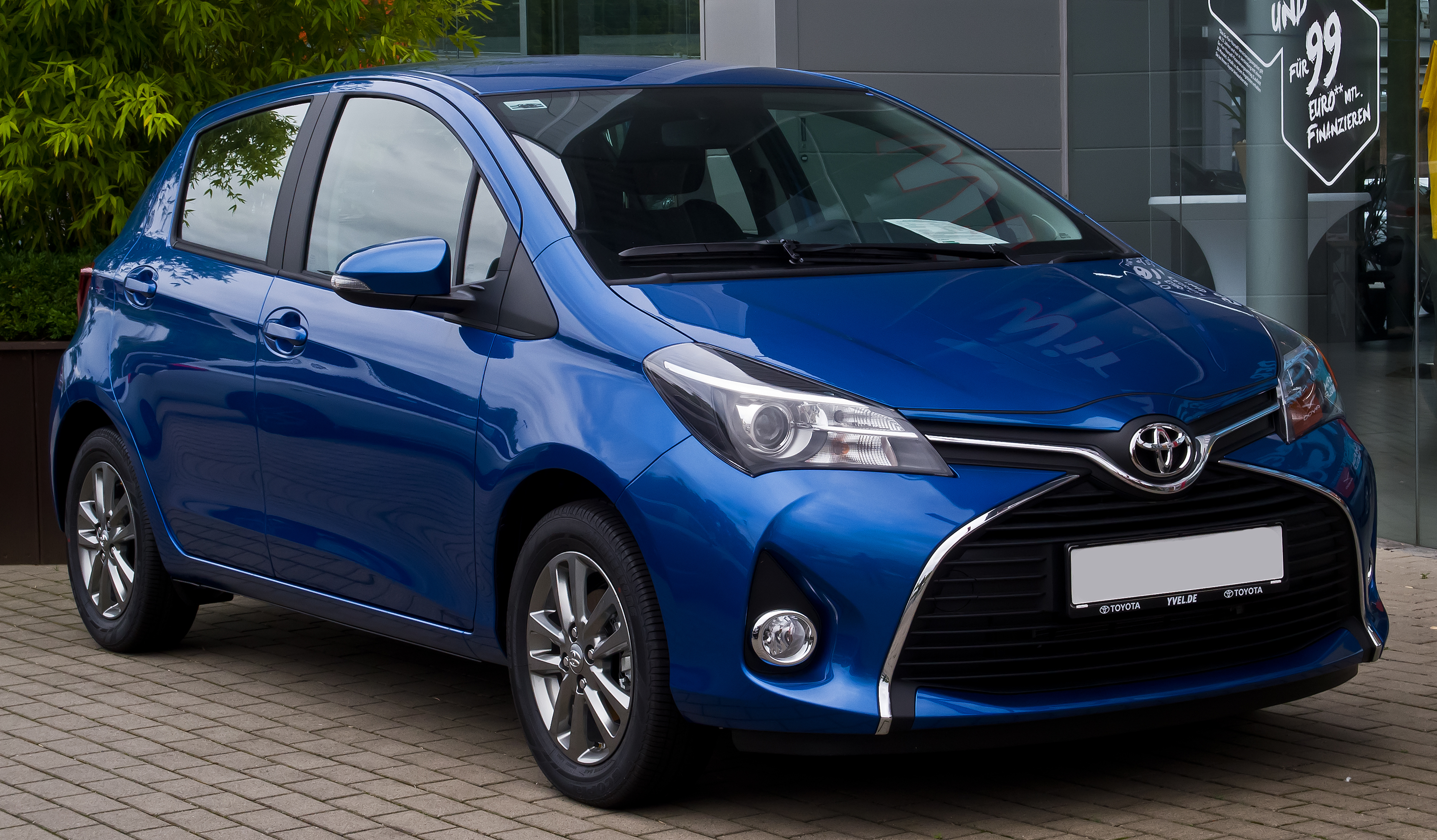
Toyota Yaris (první facelift)
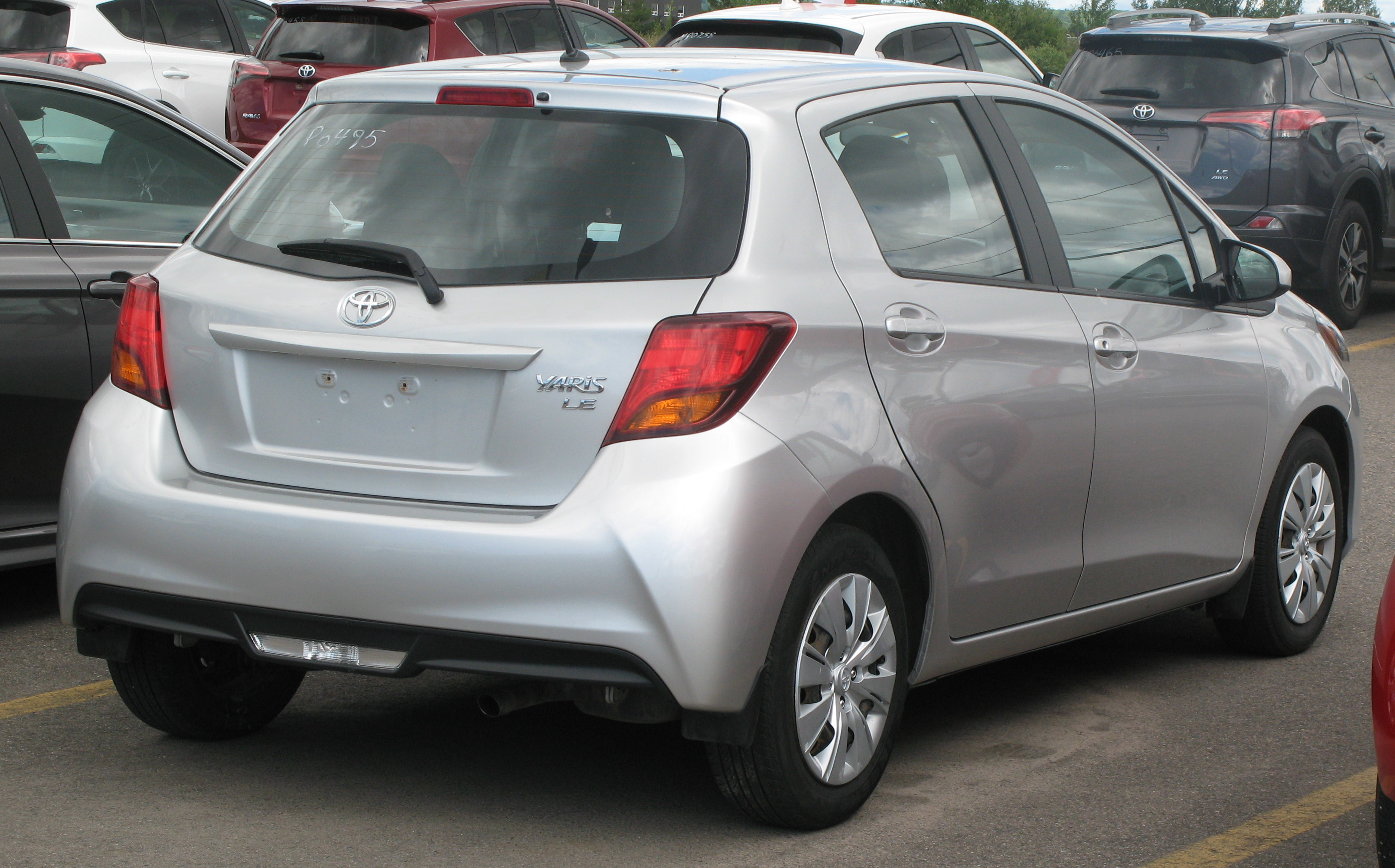
Toyota Yaris (první facelift)

### Druhý facelift (2017)
12. ledna 2017 se v Japonsku představil druhý facelift modelu Yaris. Na rozdíl od prvního faceliftu ten druhý opět sjednotil design japonského a exportního Yarisu. Druhý facelift modelu Yaris byl od března 2017 k dispozici v Evropě a Austrálii a od června 2017 v Jižní Africe a Severní Americe, kde byl odhalen na mezinárodním autosalonu v New Yorku v dubnu 2017.

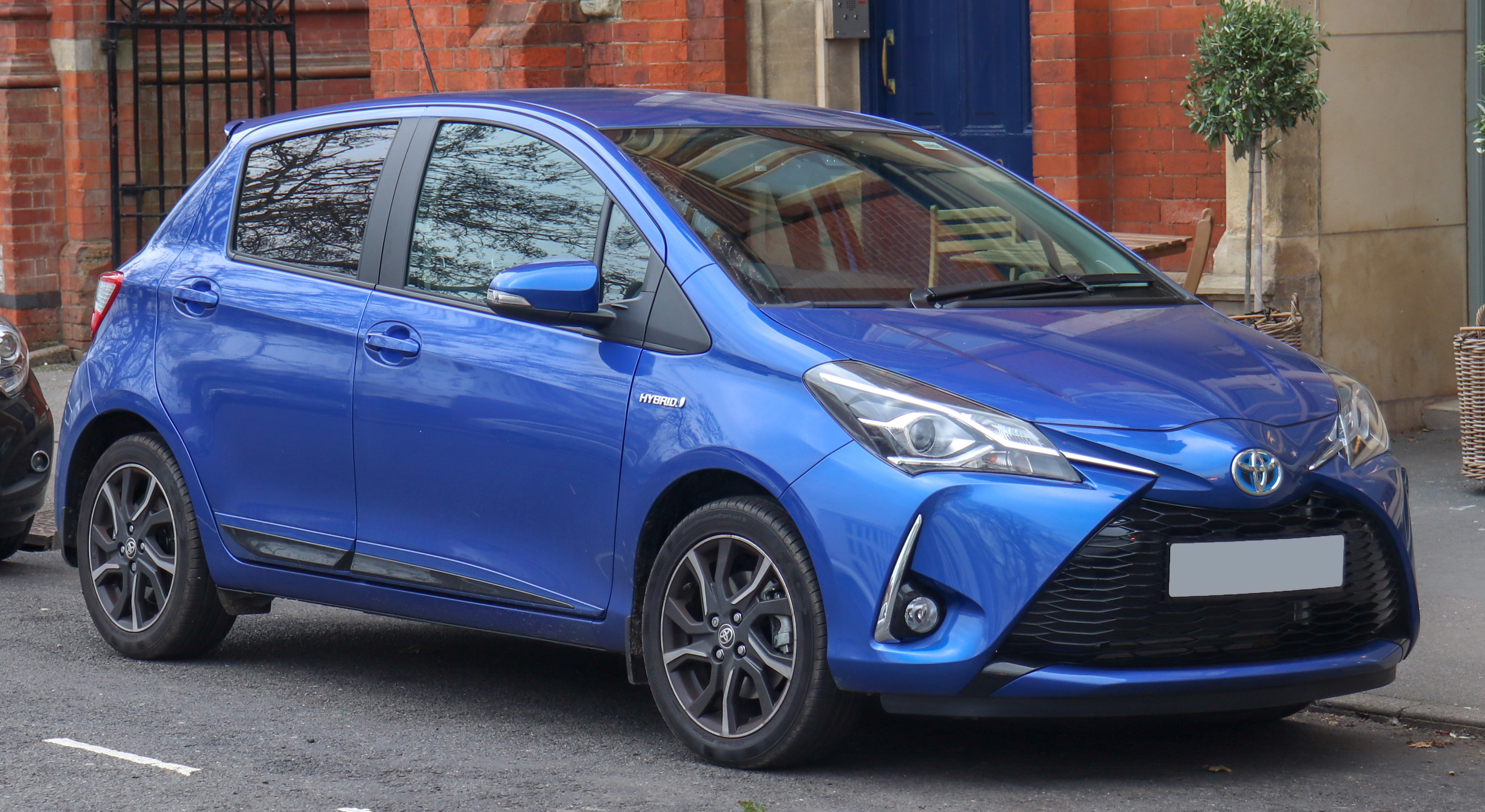
Toyota Yaris (druhý facelift, Hybrid)
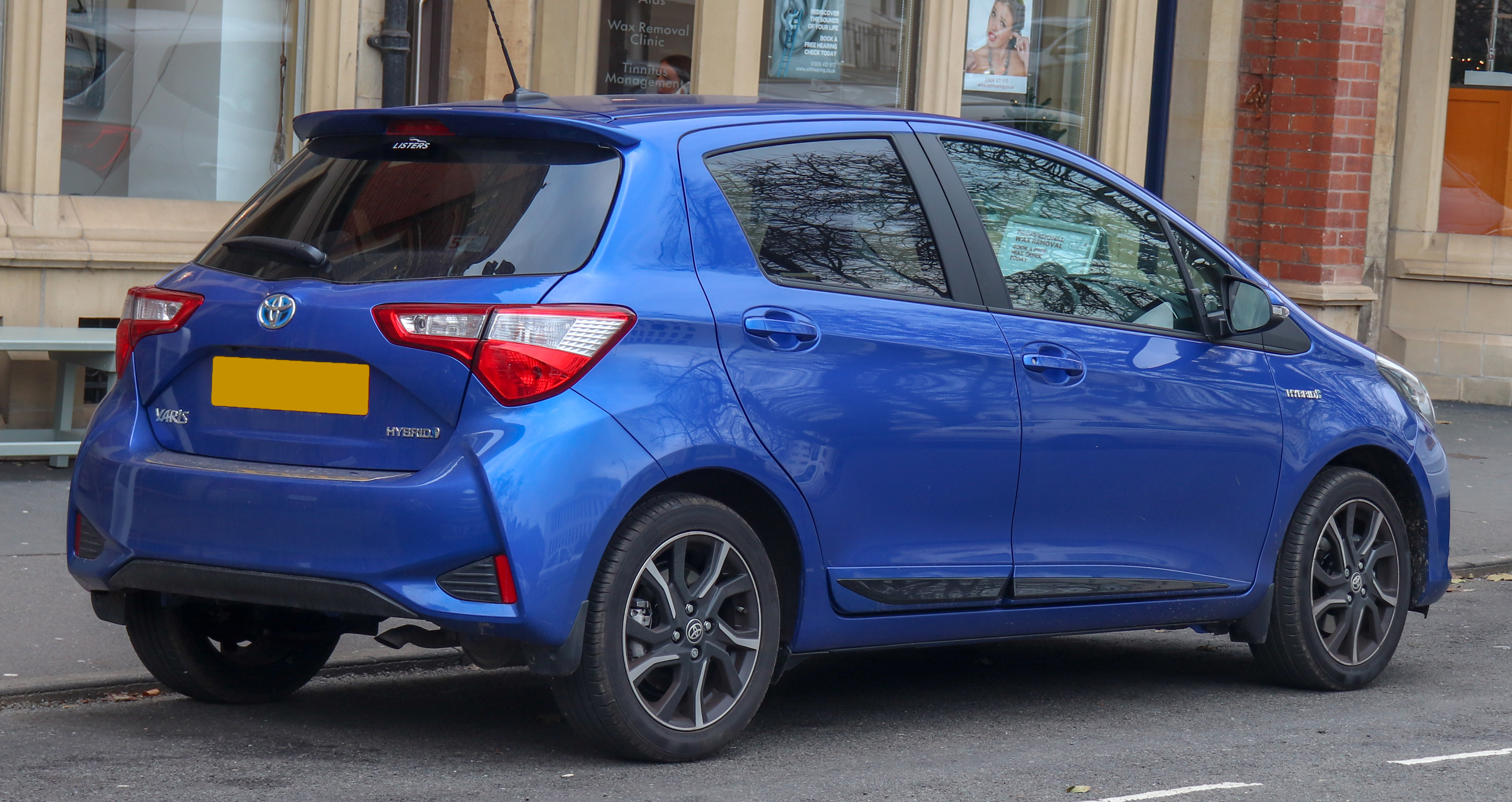
Toyota Yaris (druhý facelift, Hybrid)

### Yaris GRMN
Yaris GRMN („Gazoo Racing, tuned by the Meister of the Nürburgring“) je limitovaná výkonná varianta modelu Yaris. Existují dvě varianty těchto limitovaných sérií modelu Yaris. První varianta byla uvedena na trh v Japonsku v srpnu 2013 a tento model je poháněn motorem 1,5l 1NZ-FE Turbo s turbodmychadlem. Tento motor dosahuje výkonu 112 kW (150 koní) při 6 000 ot/min. Bylo vyrobeno pouze 200 kusů modelu Vitz GRMN Turbo, které byly k dispozici pouze pro japonský trh.

Druhá varianta byla uvedena na trh v září 2017. Tato verze je poháněna motorem 2ZR-FE s turbodmychadlem o objemu 1,8 litru (převzatým z Lotusu Elise), který je vyladěný pro sportovní vozy Lotus a dosahuje výkonu 156 kW (209 koní) při 6 800 ot/min. Udávané zrychlení z 0 na 100 km/h je 6,3 sekundy a elektronicky omezená maximální rychlost je 230 km/h. Pro Japonsko bylo vyrobeno 150 kusů a pro Evropu 400 kusů. V další generaci jej vystřídala sériově vyráběná varianta GR Yaris s pohonem všech kol.

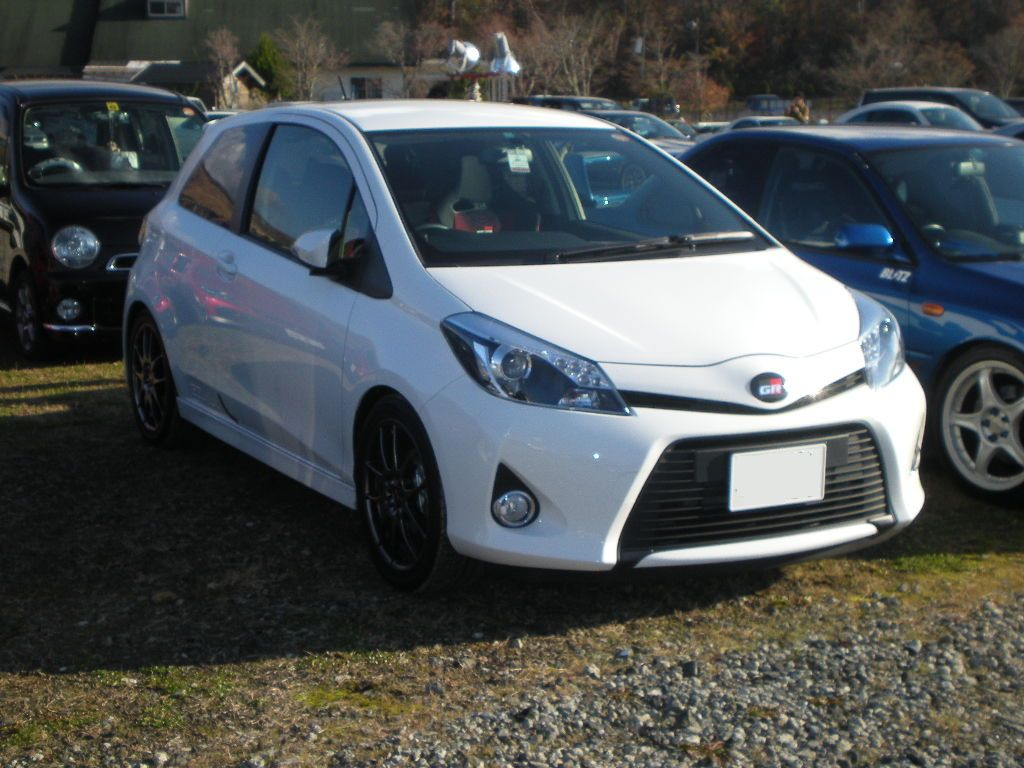
Toyota Vitz GRMN (Japonsko, 2013)
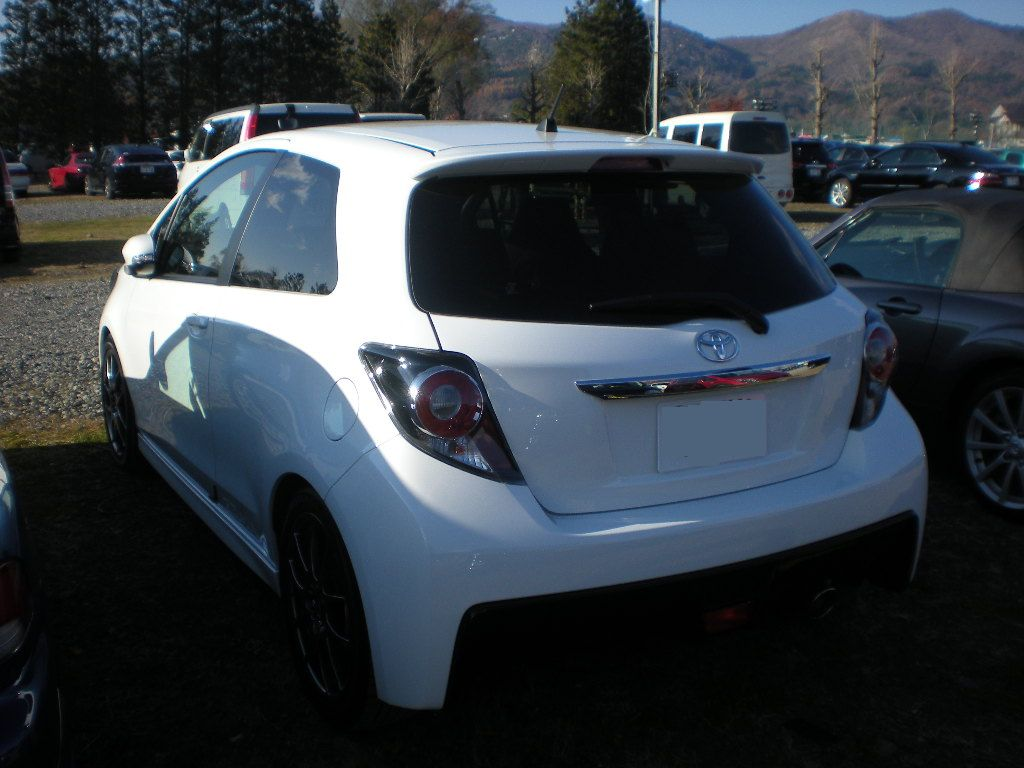
Toyota Vitz GRMN (Japonsko, 2013)
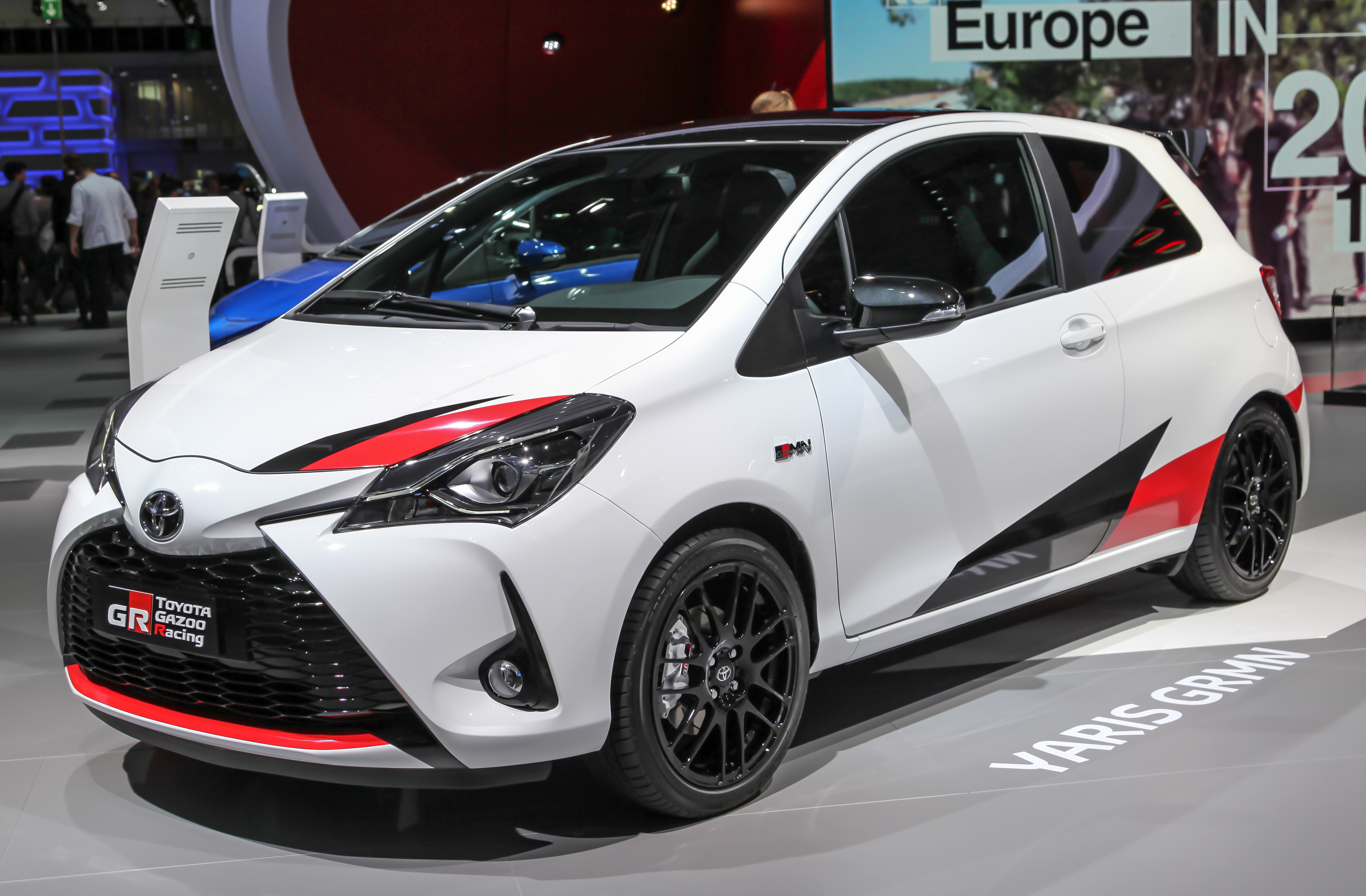
Toyota Yaris GRMN (Evropa, 2018)
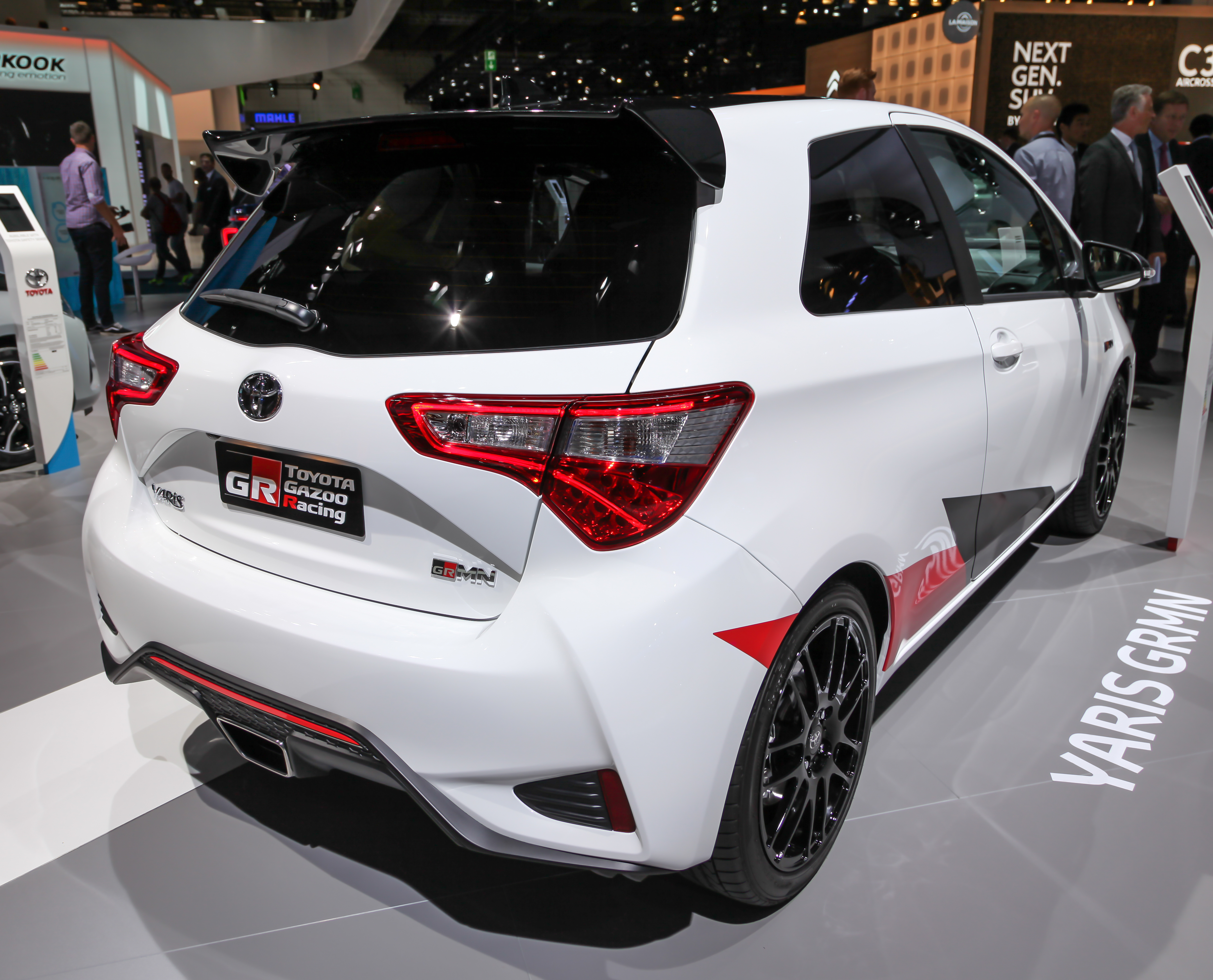
Toyota Vitz GRMN (Japonsko, 2013)

## Čtvrtá generace (2020)
Čtvrtou generaci modelu Yaris vyrábí Toyota pro japonský, evropský, australský a jihovýchodoasijský trh. Na trh byla uvedena v říjnu 2019. Na rozdíl od předchozích generací Yarisu je standardní varianta Yarisu k dispozici pouze v pětidveřové karoserii hatchback; třídveřový model je vyhrazen pro výkonově orientovanou variantu s názvem GR Yaris.

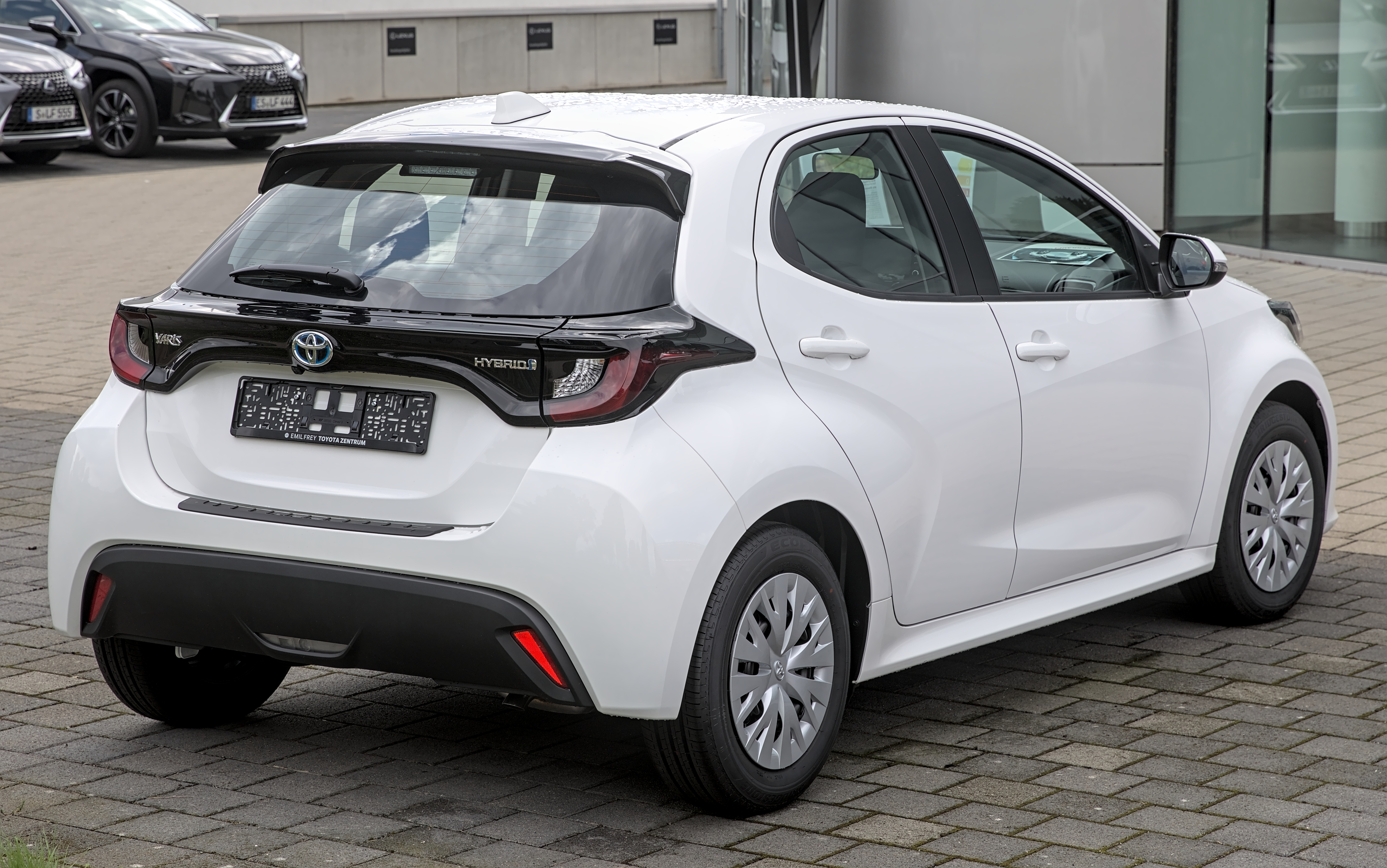
Toyota Yaris (Hybrid)

Vůz byl postaven na platformě GA-B a jeho vývoj probíhal v Japonsku pod interním názvem „Toyota Compact Car Company“. V průběhu vývoje se generální ředitel Toyoty Akio Toyoda v roce 2015 rozhodl odložit plánované uvedení vozu na trh o jeden rok, aby mohla být přepracována platforma TNGA-B, která byla původně větší, těžší a dražší, než se plánovalo, protože sdílela mnoho dílů s jinými většími platformami TNGA. Kamuflážovaný vůz byl poprvé spatřen při testování v červenci 2019 na německém okruhu Nürburgring.
Sériový vůz pak byl představen současně 16. října 2019 v Japonsku a v nizozemském Amsterdamu. V Japonsku se začal prodávat 10. února 2020, zatímco varianta s pohonem všech kol se začala prodávat v dubnu 2020. Čtvrtá generace znamenala debut jména Yaris na japonském trhu, kde její předchůdci nesli označení Vitz. Změna názvu byla připisována prudkému poklesu prodejů Vitzu a jako snaha o rozšíření zákaznické základny středního věku. Dalším důvodem změny názvu je účast vozu v soutěži WRC, kde vždy závodil pod svým nejaponským jménem Yaris.

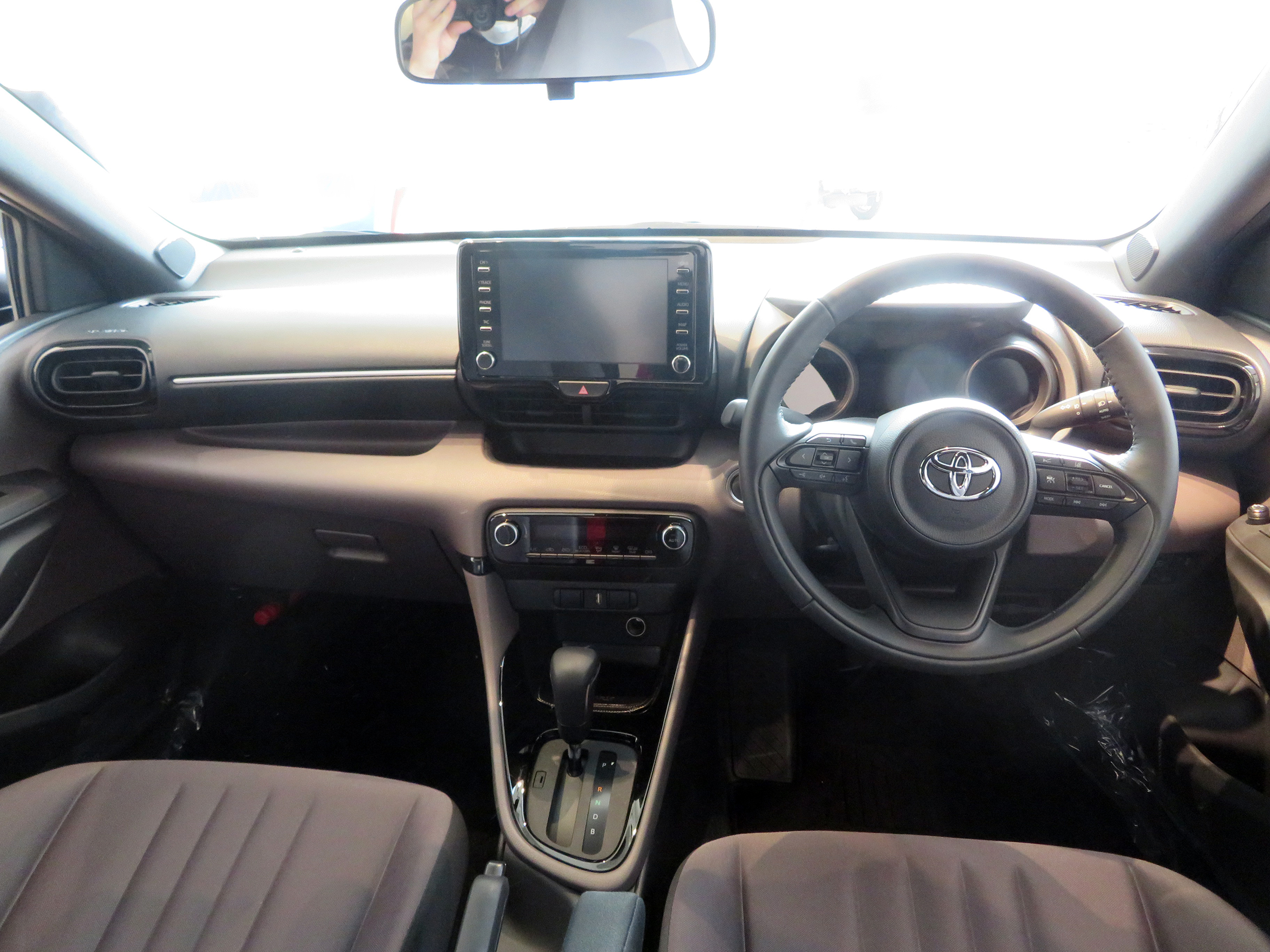
Interiér

Japonský Yaris si zachoval šířku 1 695 mm předchozí generace modelu Vitz, aby se vešel do kategorie malých vozů podle japonských vládních předpisů o rozměrech. Evropská verze je širší a měří 1 745 mm. V Japonsku jsou nabízeny tři varianty pohonných jednotek, od základního zážehového motoru 1,0l, přes zážehový motor 1,5l až po hybridní zážehový motor 1,5l. Pohon všech kol je za příplatek k dispozici pro modely s objemem 1,5 litru, přičemž hybridní verze dostala elektrický systém pohonu všech kol „E-Four“. Šestistupňová manuální převodovka je k dispozici pouze pro 1,5litrový konvenční zážehový motor. Nabízené úrovně výbavy jsou X "B package", X, G a Z.
Pro evropský trh byly specifikace upřesněny v červenci 2020. K dispozici je s 1,5litrovým zážehovým hybridním motorem, zatímco některé trhy v regionu obdržely také 1,0litrový a 1,5litrový konvenční zážehový motor. Výroba byla zahájena v závodě ve francouzském Onnaingu 6. července 2020. Od listopadu 2021 se vyrábí také v České republice v Kolíně.
V prosinci 2021 byla představena sportovní výbava GR Sport. Ta zahrnuje upravené naladění odpružení, zvýšenou tuhost karoserie a sportovní přenastavení elektrického posilovače řízení.

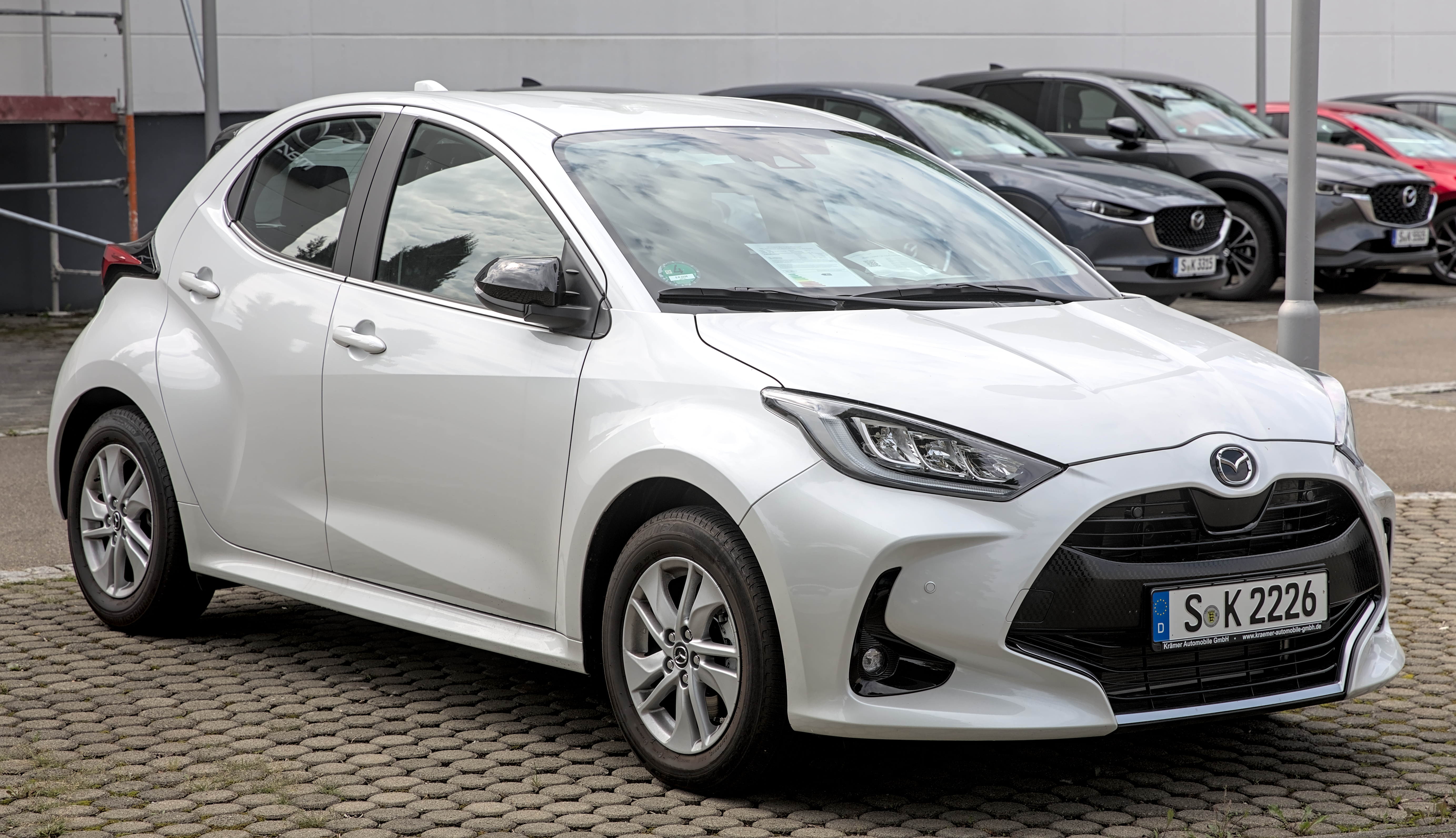
Mazda2 Hybrid (přeznačkovaný Yaris)

Od konce května 2023 je k dispozici vylepšená varianta s hybridním zážehovým motorem o objemu 1,5 litru a kombinovaným výkonem 96 kW (129 koní), která se prodává pod označením „Hybrid 130“, zatímco starší hybridní varianta se jmenovala „Hybrid 115“.
V Evropě se na bázi Yarisu Hybrid od prosince 2021 vyrábí Mazda2 Hybrid, která se začala prodávat v roce 2022 vedle staršího generace Mazdy2 s běžným benzinovým motorem (která byla ovšem kompletně navržena Mazdou). V podstatě se jedná o téměr identické, pouze přeznačkované vozidlo.
Yaris čtvrté generace získal ocenění Evropské auto roku 2021.

### GR Yaris
Toyota GR Yaris je výkonově orientovaná varianta hatchbacku Yaris v segmentu běžně označovaném jako hot hatch. Vůz byl navržen závodní divizí Toyoty Gazoo Racing (GR) a je silniční verzí závodního rallye vozu, jenž se účastní Mistrovství světa v rallye (WRC).

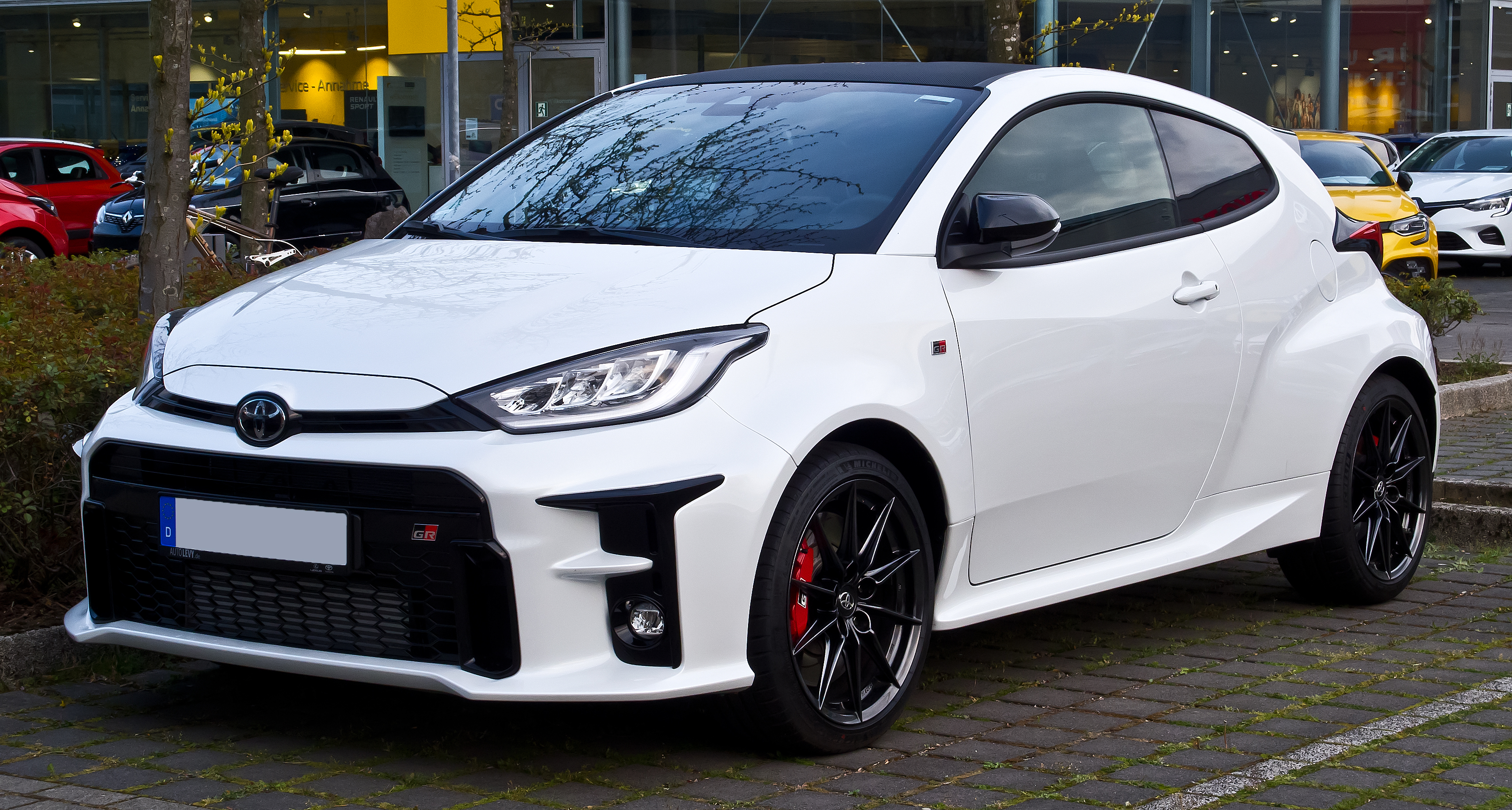
Toyota GR Yaris

Při vývoji konvenčního hatchbacku se Toyota rozhodla nabízet jej pouze v pětidveřové karoserii, protože obliba třídveřových hatchbacků celosvětově klesala. Toto rozhodnutí sice dávalo finanční smysl, ale představovalo problém pro tým Toyota WRC, který se domníval, že pro soutěž je vhodný pouze třídveřový hatchback. Navzdory nákladům spojeným s vývojem výkonného modelu s omezenou produkcí měl generální ředitel Toyoty Akio Toyoda pocit, že je pro společnost důležité, aby měla ve WRC stále zastoupení, a proto schválil vývoj modelu GR Yaris. Toyoda později uvedl, že GR Yaris považoval za svůj vášnivý projekt, který pramenil z touhy automobilky vyvinout a postavit sportovní vůz čistě vlastní konstrukce, na rozdíl od Toyoty 86 (vyvinuté společně se Subaru, které jej i vyrábí) nebo Toyoty GR Supra (vyvinuté společně s BMW a vyráběné společností Magna Steyr).
Pro splnění homologačních pravidel WRC musí Toyota vyrobit nejméně 2 500 kusů modelu GR Yaris během 12 měsíců. Rallyové vozy homologované pro WRC musí používat stejnou základní karoserii jako sériové vozy. Na designu se významně podílela divize Gazoo Racing WRT, vedená čtyřnásobným šampionem WRC Tommi Mäkinenem. Úkolem bylo postavit vůz, který by byl schopen závodit v soutěžích WRC, ale zároveň byl vhodný pro každodenní ježdění. Ve spolupráci s rallye týmem postavila divize Gazoo Racing prototypy a vývojové muly tak, že výrazně upravila sériové vozy Yaris, které pak zpětně upravila do podoby vozu, který by byl vhodný pro běžného zákazníka. Toyoda i Mäkinen strávili čas testovacími jízdami s těmito vývojovými mulami a předsériovými vozy na sněhu, šotolině i na silnici.

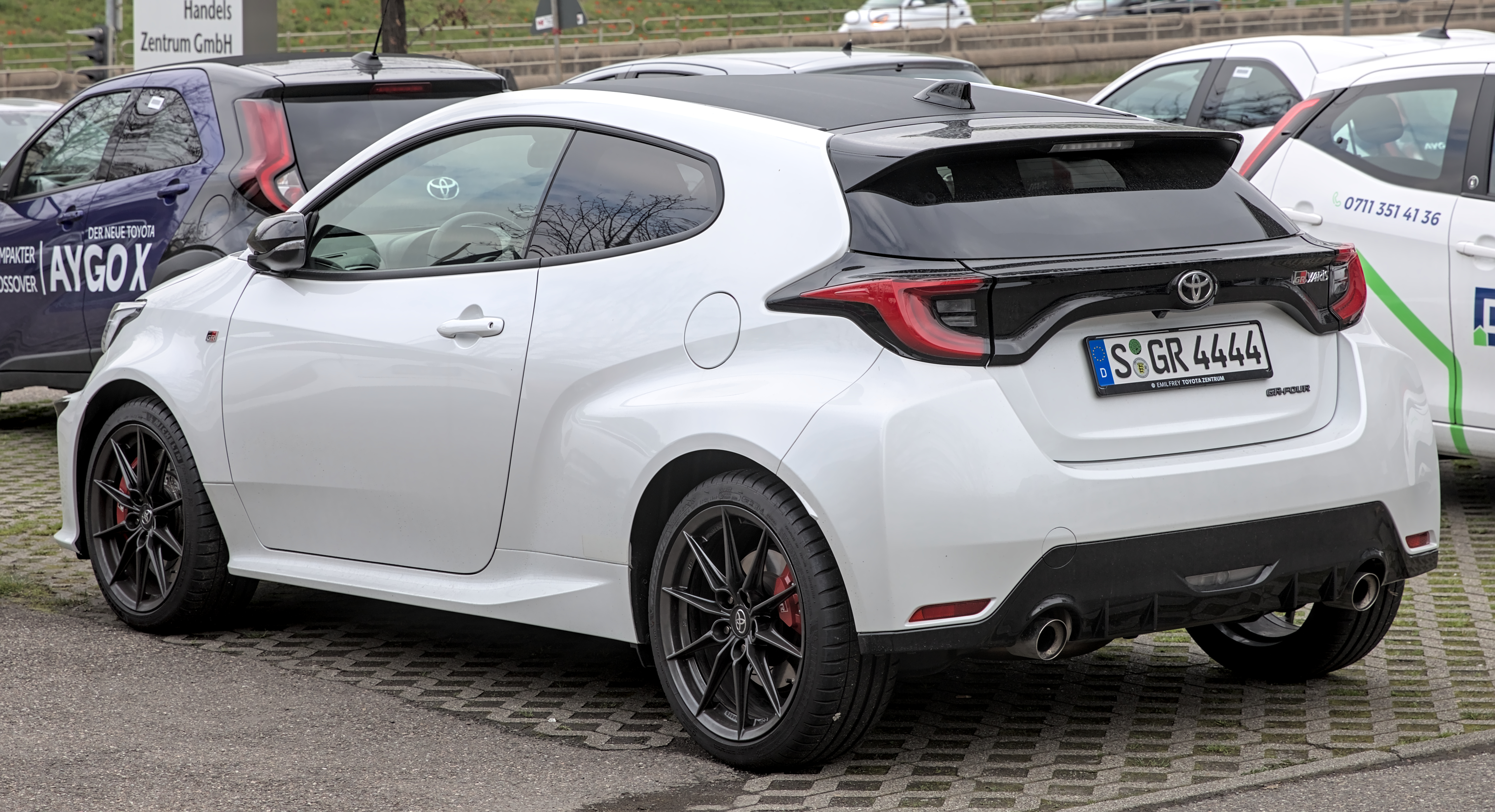
Toyota GR Yaris

Jednou z hlavních změn bylo rozhodnutí týmu, že třídveřový hatchback musí mít pohon všech kol, širší rozchod zadních kol a dvojité zavěšení kol, aby zvládl výrazně vyšší točivý moment. Konstrukční změny si vyžádaly, aby byl GR Yaris postaven na kombinaci platformy GA-B standardního Yarisu v přední části a platformy GA-B zadní částí, kterou používá mimo jiné větší Corolla. Kvůli úspoře hmotnosti používá GR Yaris hliník pro přední kapotu, víko kufru a výplně dveří. Pro svůj střešní panel používá plast vyztužený uhlíkovými vlákny, který byl vyroben metodou lisování plechů.

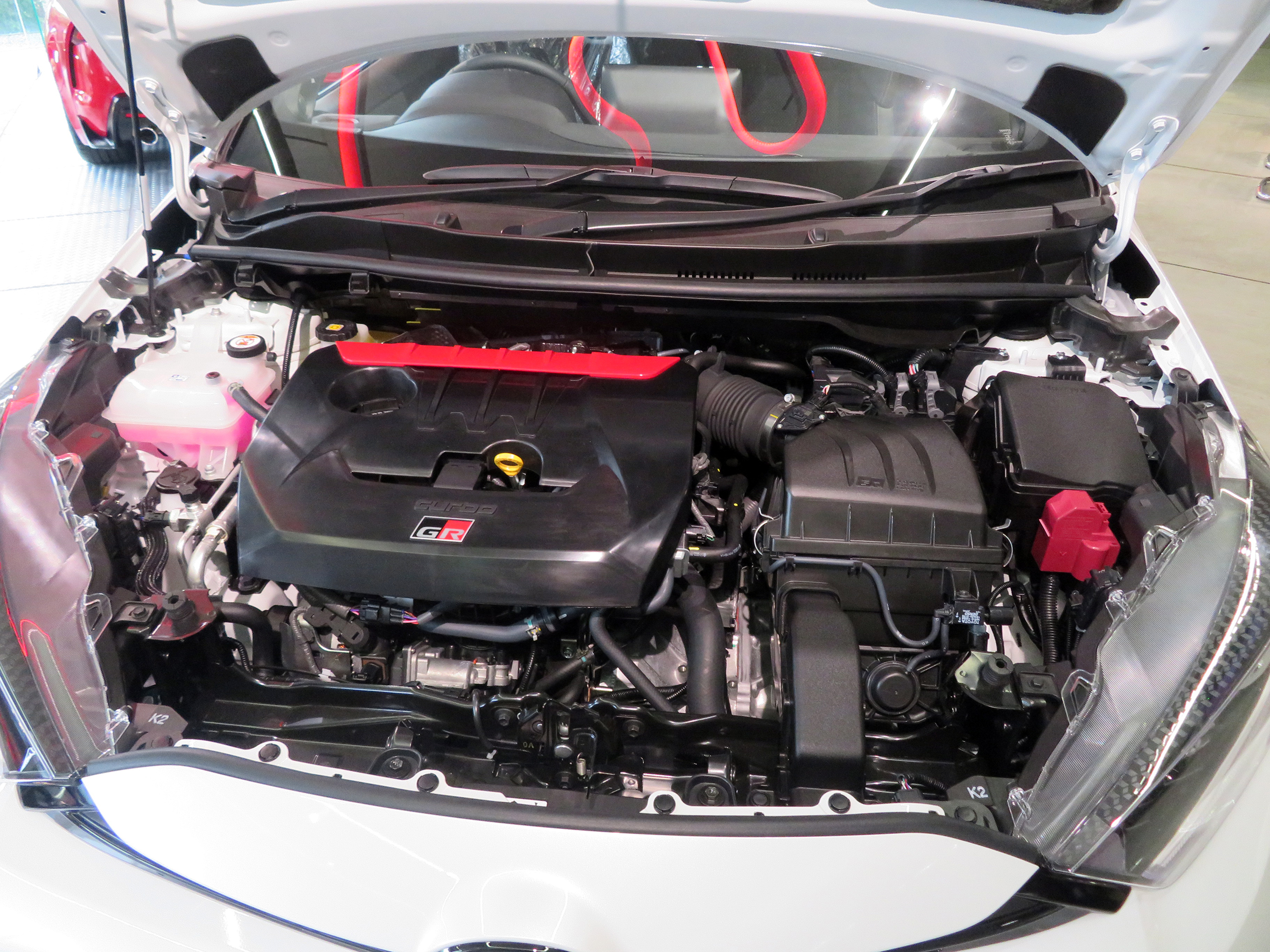
Motor GR Yarisu

Vůz je poháněn přeplňovaným tříválcovým motorem o objemu 1,6l G16E-GTS s přímým vstřikováním paliva, kompletně upraveným v Gazoo Racing, který produkuje 192–200 kW (257–268 koní). Výkon se mírně liší na některých trzích kvůli emisním předpisům. Motor je spojen s šestistupňovou manuální převodovkou a systémem trvalého pohonu všech čtyř kol „GR-Four“. Má udávané zrychlení z 0 na 100 km/h za 5,2–5,5 sekundy a elektronicky omezenou maximální rychlost 230 km/h.
GR Yaris byl představen na autosalonu v Tokiu v roce 2020 a prodává se v Japonsku, Evropě, Austrálii, Novém Zélandu, Jižní Africe, Thajsku, Malajsii, Indonésii, Singapuru, na Filipínách, v Mexiku, Argentině a na Tchaj-wanu. GR Yaris není nabízen ve Spojených státech ani v Kanadě; analytici to připisují jeho nízkému pravděpodobnému odbytu, ukončení prodeje standardního Yarisu na těchto trzích a nedostatečným podobnostem s nejnovějším Yarisem prodávaným v regionu, kterým je přeznačená a mírně přepracovaná Mazda2. Oba regiony místo toho v roce 2022 obdržely větší pětidveřovou Toyotu GR Corolla pro modelový rok 2023.